# Terracina
Terracina è un comune italiano di 44 835 abitanti della provincia di Latina nel Lazio.

## Geografia fisica

### Territorio
La città è situata nell'Agro Pontino al bordo meridionale della pianura stessa, vicino al promontorio del Circeo, in prossimità della foce del fiume Amaseno, sulla costa tirrenica (golfo di Gaeta).
La città si sviluppa da una propaggine del Monte Sant'Angelo, sulla cui sommità affacciata sul mare si staglia il Tempio di Giove Anxur all'altezza di 226 m slm che troneggia sul centro storico, dalla spiaggia di levante fino al lungomare Circe e la spiaggia di ponente. L'imponente rupe calcarea Pisco Montano, dell'altezza di 126,6 m slm, staccata dal Monte Sant'Angelo segna nettamente, a sud est, il confine meridionale del centro abitato; a est poi si apre la pianura di Fondi, a nord l'urbanizzazione degrada progressivamente verso la campagna aperta e i borghi rurali.
Nel territorio comunale scorre il fiume Portatore nelle cui acque confluiscono, nell'ultimo tratto, sia il fiume Amaseno e sia il fiume Ufente.

### Clima
Particolarmente mite grazie alla protezione dei monti Ausoni, situati a settentrione della città, che la proteggono dalle correnti di aria fredda. Il mese più freddo, gennaio, ha una temperatura minima di 5 °C, mentre quello più caldo, luglio, presenta una temperatura massima tra i 30 °C e i 35 °C. La temperatura media su base annua è di 17,4 °C. Le precipitazioni sono generalmente comprese fra gli 800 e i 1000 mm annui.
- Classificazione climatica: zona C, 996 GG

## Storia

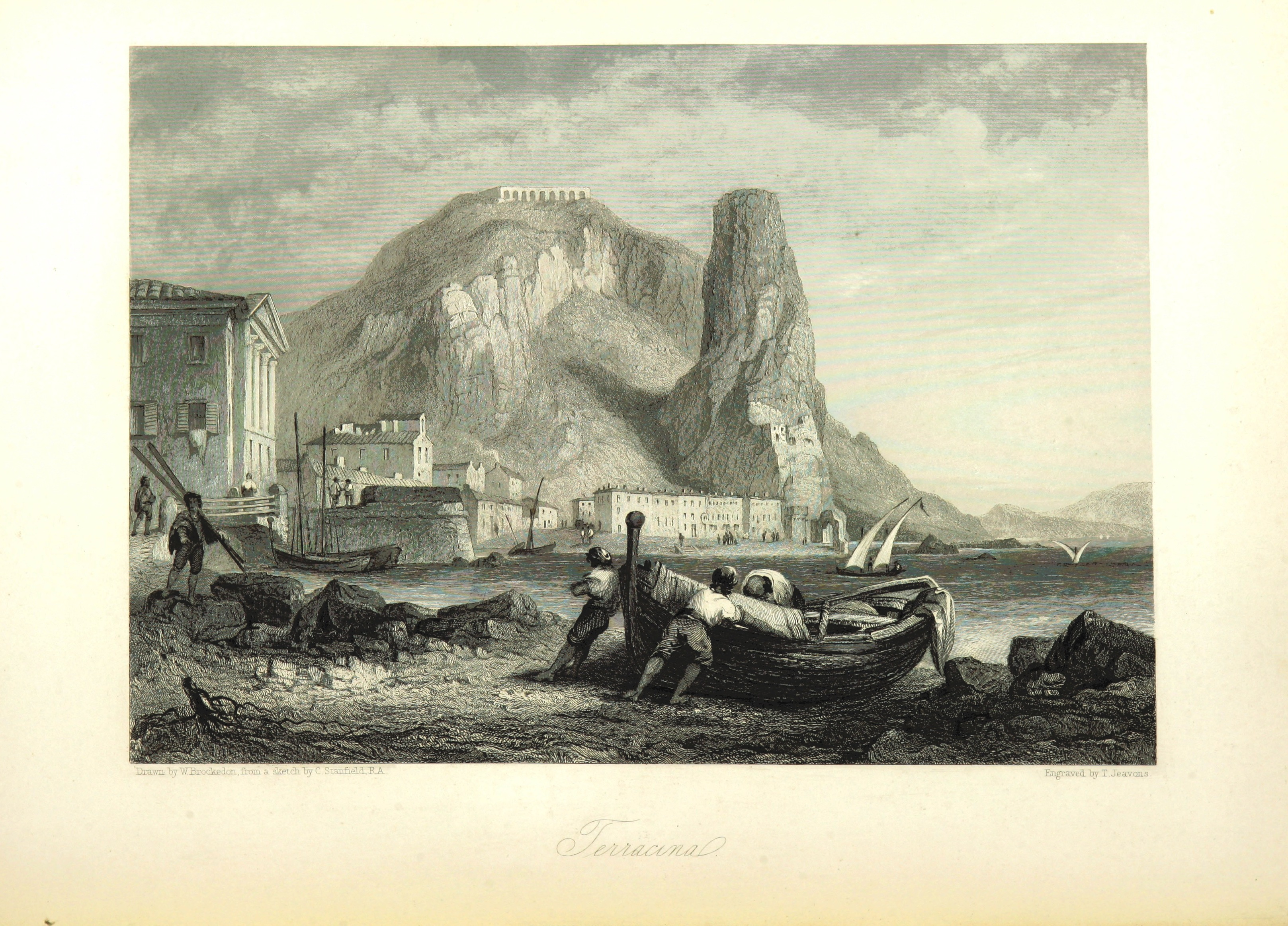
Terracina in una pubblicazione del 1864

L'area del Basso Lazio fu abitata da tempi remotissimi, come accertato dal rinvenimento di un ominide, detto Homo Cepranensis, che daterebbe la vita nella zona a 400.000 anni fa, prima ancora dell'Homo di Neanderthal i cui resti sono stati rinvenuti nella Grotta Guattari sul promontorio del Circeo.
I ritrovamenti più antichi nel territorio terracinese, invece, si riferiscono a materiali preistorici rinvenuti nella Caverna della Catena al Pisco Montano, datati a circa 12.400 anni fa.
La città fu probabilmente in origine un centro ausonio, sorto su due modeste alture sotto il monte Sant'Angelo: su quella più elevata (colle di San Francesco) ebbe sede l'acropoli.
La città ebbe diversi nomi: uno etrusco, uno greco (Tarracina), uno dei volsci (Anxur).
Il nome di Tarracina (Ταρρακινή in greco antico) deriva presumibilmente dalla tradizione di cenare a terra introdotta qui da coloni spartani.
Il termine, però, è legato anche al vocabolo etrusco Trachna, collegato anche al nome della città di Tarquinia e dei re di Roma Tarquinio Prisco e Tarquinio il Superbo, dato che la città fu da essi colonizzata come base del proprio espansionismo lungo la fascia costiera tirrenica.

### Origini mitologiche
- Nei racconti mitologici la città fu identificata con la sede della maga Circe (Odissea)[senza fonte]L’Acropoli di Terracina, oggi colle San Francesco, sarebbe il luogo da cui, come racconta Omero, Ulisse salì per guardarsi intorno, osservando il contorno dell’isola Eea (attuale promontorio del Circeo). Se storia e la leggenda combaciassero, allora sul Pisco Montano avrebbero dovuto esserci le attrezzature della nave di Ulisse, messe in deposito, in attesa della ripartenza dell’eroe per Itaca[senza fonte][8].

- Altre ipotesi identificherebbero Terracina nella città di Lamo, un florido centro abitato dai Lestrigoni, nel cui porto sarebbe approdato Ulisse[9].

L'identificazione con la città di Lamo deriverebbe dalla descrizione che Strabone fa di Terracina, caratterizzata dall'asprezza de' montuosi scogli, a quale è sovrapposta.
Un porto, quindi, quello di Lamo, che sarebbe stato circondato da alti scogli, delimitato in modo da lasciare solo uno stretto ingresso. La città vera e propria, poi, si trovava più in alto, tanto che, per raggiungerla, una volta sbarcati, si doveva:
Il centro abitato era quindi situato in collina, a ridosso dei monti più alti. A conforto di questa tesi il 7 aprile del 1848 a Roma su un muro in opera reticolata di un portico all'interno di una domus di via Graziosa sull'Esquilino furono rinvenuti una serie di affreschi con paesaggi dell'Odissea collocati nella parte alta della parete dell'ambiente principale. I soggetti sono i viaggi di Ulisse con sfondo di paesaggi. La rappresentazione è molto minuziosa, col nome di ciascun personaggio scritto vicino in greco, con un accurato filologismo che lascia supporre la presenza di modelli ben precisi, magari forniti dalle illustrazioni dei poemi effettuate nell'ambito della Biblioteca di Alessandria. Gli affreschi vennero distaccati dalle pareti della domus, acquistati dal Comune di Roma e successivamente donati pochi anni dopo al pontefice Pio IX. Nelle operazioni di distacco il ciclo fu diviso in otto scomparti, con il taglio a destra e sinistra dei pilastri interni; gli otto pezzi furono poi ricongiunti a due a due in modo tale da formare quattro quadri rettangolari. Gli affreschi presentano alcuni aspetti che richiamano fortemente alla mente una Terracina di 2000 anni fa, a cominciare dalla forma rocciosa che richiama il Pisco Montano.
- Secondo una leggenda erudita, riportata da Dionigi di Alicarnasso, invece, i primi colonizzatori del territorio terracinese furono alcuni profughi di Sparta che si sarebbero stabiliti a Feronia, ai piedi del Monte Leano, dove poi sorse un luogo di culto dedicato alla divinità Marìca[12]. Anche nell'Eneide, infatti, Terracina viene citata indirettamente tramite il Circeo, il fiume Ufente e, appunto, il nome del bosco sacro Feronia luco, dedicato alla dea Marica[13].

Aen. 7, 799-802: Circaeumque iugum: quis Iuppiter Anxurus arvis / praesidet et viridi gaudens Feronia luco; / qua Saturae iacet atra palus gelidusque per imas / quaerit iter vallis atque in mare conditur Ufens

### Epoca romana

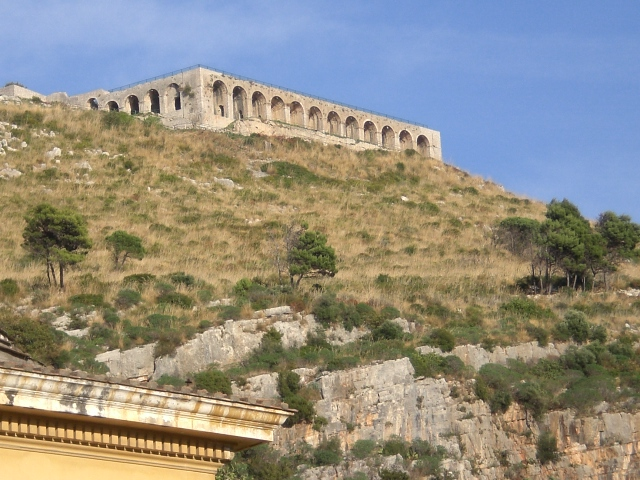
La sostruzione del Tempio di Giove Anxur vista da Piazza Garibaldi

#### La conquista
Sembra che la città sia entrata nell'orbita romana già alla fine del VI secolo a.C.: secondo Tito Livio, infatti, il re etrusco di Roma, Tarquinio il Superbo (VI sec. a C.) avrebbe inviato coloni a Signia e a Circeii, perché fossero di presidio sulla terra e sul mare. Terracina viene successivamente menzionata nel primo trattato tra Roma e Cartagine, tradizionalmente datato al primo anno della Repubblica romana (509 a.C.).
Negli ultimi anni dello stesso secolo sarebbe stata occupata (o rioccupata) dai Volsci, che le diedero il nome di Anxur, come riporta Plinio. Riconquistata dai Romani nel 406 a.C. per l'iniziativa militare del tribuno consolare Numerio Fabio Ambusto e poi ancora una seconda volta nel 400 a.C., dal tribuno consolare Lucio Valerio Potito:
(Tito Livio, Ad Urbe Condita, V, 12)
Una volta conquistata definitivamente, vi fu dedotta nel 329 a.C. la colonia romana, che inizialmente prese il nome di Colonia Anxurnas. Ai Volsci o ai Romani potrebbero riferirsi resti di mura di fortificazione in opera poligonale.
Nella riforma delle colonie e dei territori conquistati, si stabilì che ogni centro appartenesse ad una tribù. Nel 318 a.C., dunque, la Colonia Anxurnas-Anxur fu iscritta alla tribù Ufentina.
La zona era ricca di fonti, la fonte del Lucus Feroniae verso Roma e la velenosa Neptunius Fons di cui parla Vitruvio, nelle vicinanze di Pisco Montano.

#### La battaglia di Lautulae e la Via Appia
Secondo alcuni studiosi nel 316 a.C. si svolse nei pressi della città la battaglia di Lautulae, nell'ambito della seconda guerra sannitica. Tito Livio riporta che mentre si apprestava ad assediare Sora, Quinto Fabio Massimo Rulliano intercettò i Sanniti a Lautulae, una località tra Terracina e Fondi, e attaccò battaglia. Sempre Livio riporta che "obuiam itum hosti atque ad fuga alterius partis sed nox incertos uicti uictoresne essent diremit" "A dividere i contendenti non furono né le perdite né la fuga dell'altrui parte quanto la notte che ha lasciato incerti si chi avesse vinto e chi avesse perso (la battaglia)".

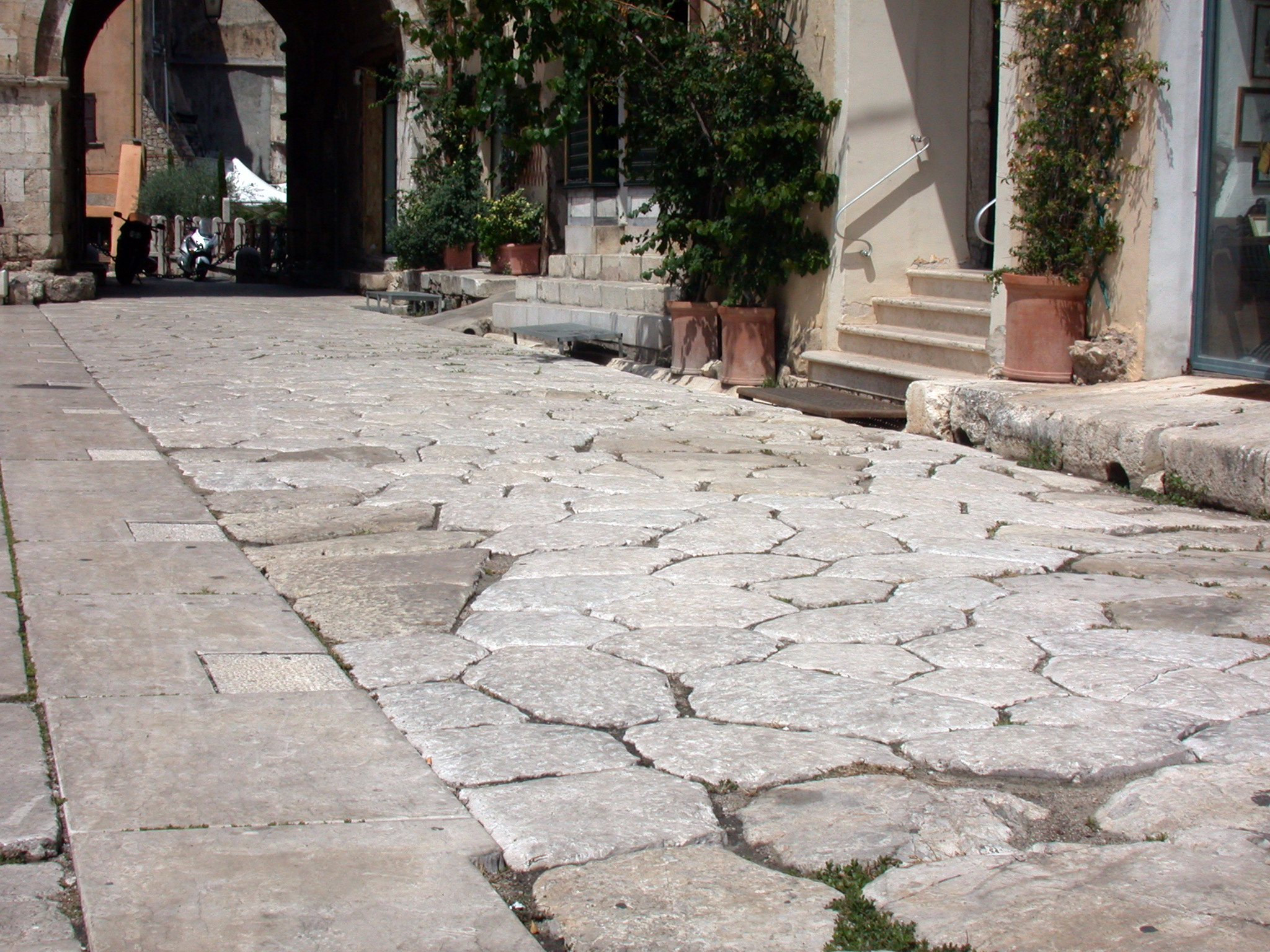
Il lastricato (in parte ricostruito) della via Appia nel centro della città romana (Foro Emiliano)

Nel 312 a.C. vi passò la via Appia, che collegava Roma con Capua e la città crebbe di importanza, cominciando ad espandersi nella pianura, in collegamento con lo sfruttamento agricolo del territorio, mentre la città più antica venne progressivamente trasformandosi in zona monumentale.
Nel 184 a.C. il censore Lucio Valerio Flacco costruì la Via Flacca, una strada costiera che, partendo da Terracina e proseguendo l'Appia, andò a congiungere le località costiere sino a Formia, da poco costituita municipio.

#### Anxur città sillana
Importanti trasformazioni urbane avvennero sotto Lucio Cornelio Silla (inizi del I secolo a.C.), che premiò la città per essere stata fedele a lui contro Gaio Mario durante la guerra civile. A Silla, infatti, si devono la costruzione del teatro e la ricostruzione in forme scenografiche del tempio di Giove Anxur sulla cima del monte Sant'Angelo e diverse altre costruzioni in opera incerta.
Il teatro, in particolare, venuto alla luce dalle macerie dei palazzi medievali che insistevano su di esso distrutti dalle bombe americane della Seconda guerra mondiale (1943), assunse un ruolo propagandistico di prim'ordine per i secoli avvenire: sono stati trovati di recente, infatti, dei posti in prima fila "riservati" per assistere alle rappresentazioni con l'attribuzione a Gaio e Lucio, i nipoti di Ottaviano Augusto a cui evidentemente l'imperatore volle cominciare a dedicare spazi pubblici in ordine a una ventura successione.
A questa età dovrebbero essere riferite le iscrizioni ritrovate a nome di Quinto Aufidio e Quinto Magiulnius.

#### La gens Aemilia e le altre famiglie aristocratiche
Tra la fine del I secolo a.C. e gli inizi del I secolo d.C. si ebbe la ricostruzione del "Foro Emiliano", che fu pavimentato da un magistrato locale della famiglia degli Aemilii e dotato di portici e di nuovi edifici civili e religiosi.
Anxur-Tarracina, in questo momento storico, deve aver goduto di una importanza davvero capitale se, oltre alla Via Appia Claudia e alla Via Flacca, sappiamo da Strabone che per raggiungerla era possibile avvalersi di un canale detto Decennovium che congiungeva il Forum Appii (oggi, Borgo Faiti, presso Latina) al Lucus Feroniae, il bosco sacro con la fonte della dea a cui i pellegrini solevano fermarsi. Anche Orazio parla di questo canale e del suo passaggio ad Anxur biancheggiante nella V Satira.
Molte le gens prestigiose e no, che vissero nella Colonia Anxurnas-Tarracina della fine età repubblicana. Tra esse: 
- le famiglie senatoriali: Aemilia, Sulpicia, Vibia, Gegania, Paccia;
- le famiglie equestri: Geminia, Caeparia, Caelia, Atinia, Aemilia;
- altre famiglie note: Antonia, Arruntia, Aufidia, Caecilia, Egnatia, Flaminia, Fundia, Furia, Livia, Longitia, Magulnia, Maiania, Manilia, Marcia, Memmia, Naevia, Nautia, Octavia, Orcilia, Paconia, Plavia, Plotia, Pollia, Pomponia, Refria, Scirtia, Scurtia, Septimia, Sestia, Tatia, Truttedia, Tuccia, Tullia, Vedia, Vergilia, Veturia, Juventia, Laelia, Mevia, Munatia, Nasernia, Porcia, Propertia, Sarronia, Sorana, Tarquinia, Terrinia, Veratia[19];

Queste famiglie mantenevano il monopolio della flotta marittima commerciale se si ha un'iscrizione ad Efeso (Grecia) della morte di Lucio Memmio terracinese (circa 100 a.C.) e sono state ritrovate anfore di vino Cecubo prodotto a Fondi e bollati con il nome di un produttore locale.
Nel 160 a.C. il console Marco Cornelio Cethego fece bonificare l'area di Terracina, costruendo la Fossa Cethega che alcuni studiosi ritengono essere in località Rio Martino, tra Terracina e Fondi; un canale in cui confluivano le acque del territorio.
Durante le guerre civili tra Cesare e Pompeo, in continuità con la fedeltà a Silla, Terracina fu dalla parte dei patrizi.
Infatti, nel 49 a.C. pretore della città era Publio Rutilio Lupo, noto sostenitore del condottiero piceno.

#### Dopo la nascita di Cristo
Nel 3 a.C. vi nacque Servio Sulpicio Galba che sarebbe stato imperatore romano per alcuni mesi prima di cadere vittima della situazione politica. Nel 69 la città fu teatro di uno degli ultimi scontri dell'anno dei quattro Imperatori: l'assedio di Terracina.
Come già tempo prima Caio Giulio Cesare di cui riferisce Strabone, sappiamo da Plinio che Nerone aveva progettato una navigabilis fossa, un progetto di bonifica del territorio pontino che - partendo dal preesistente Decennovium - creasse un largo canale, navigabile appunto, da Terracina a Roma (o forse Ostia) che velocizzasse i trasporti, urbanizzasse l'area circostante l'Urbe e superasse il limite dei Monti Ausoni che proprio a Terracina facevano rallentare il tragitto della Via Appia, dovendo essa, all'epoca, scavallare il Monte Sant'Angelo.
Sino a quando l'imperatore Claudio non aprì il porto di Ostia, dunque, quello di Terracina fu l'approdo marittimo dell'Urbe, città privilegiata che aveva commerci con tutto il Mediterraneo.
Nel 118 d.C. a Terracina morì Aulo Cornelio Palma Frontoniano, già console, fatto uccidere dall'imperatore Adriano per aver ideato una congiura ai suoi danni.

#### La Tarracina traianea
Proprio per velocizzare il traffico sull'Appia, a Traiano si deve il taglio del Pisco Montano rupe calcarea alta 126.6 m slm, un'opera ingegneristica imponente, eseguita per un'altezza di 37,88 mt slm ed una larghezza di 296 mt , di cui restano ancora visibili i numeri romani incisi nella roccia. Tale lavoro permise il nuovo tracciato della via Appia, detta Via Appia Traianea, che ovviando alle salite dei Monti Ausoni collegò località non attraversate dalla precedente Via Flacca e stimolò spostamenti e comunicazioni. Inoltre ingrandì il porto. Inoltre, Traiano dovrebbe avere avuto un ruolo fondamentale nell'impianto delle Terme alla Marina.
Traiano aveva anche una statua nel Foro Emiliano (attuale Piazza Municipio), che gli fu donata dal municipio e dai facoltosi cittadini di Anxur-Tarracina per riconoscenza del suo provvedimento dell'Institutio alimentaria.

#### San Cesareo e la diffusione del Cristianesimo
Ai tempi di Traiano il Cristianesimo era ormai una religione ampiamente diffusa. Qui sbarcò il giovane diacono Cesareo il quale, cristiano, protestando per il rituale del sacrificio umano del giovane più bello della città, sarebbe stato arrestato ad opera di Firmino, sacerdote di Apollo, e del nobile Lussurio che chiama il consolare Leonzio perché venga processato.
Dopo vari racconti tra cui la morte di Firmino e Lussurio e la conversione di Leonzio, Cesario ed il suo compagno Giuliano sarebbero stati uccisi gettati in mare con dei pesi in sacco precipitato da Monte Sant'Angelo (detto Monte Giove)
I martiri cristiani a Terracina saranno anche San Silviano, Domitilla, ecc...
Il portico della cattedrale conserva una vasca romana in cui sarebbero stati affogati diversi cristiani.
Quando nel 193 Didio Giuliano fu eletto imperatore, chiamò a sul fianco Tiberio Claudio Pompeiano per dividere il potere. Questi non accettò, preferendo rimanere a Terracina.
Nel 198 d.C. Settimio Severo dotò la città di una nuova importante arteria viaria, la via Severiana, che si incrociava con la via Appia Traianea nel Foro Settimio.
Agli inizi del V secolo l'ultimo intervento cittadino riguarda l'erezione di una nuova cinta di mura che racchiuse anche parte della città bassa.

### Medioevo

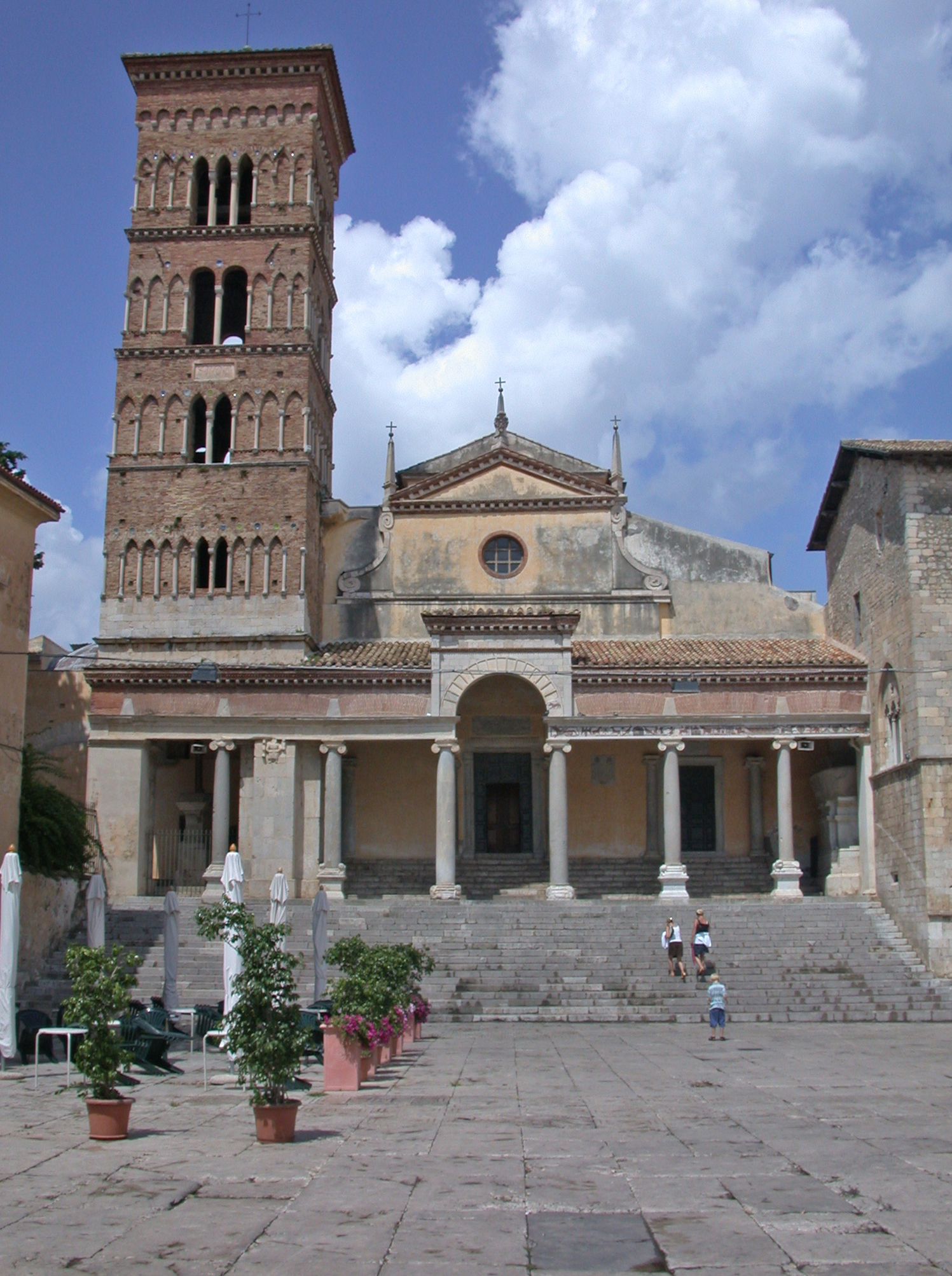
La cattedrale di San Cesareo nella città alta

#### Da Teodorico ai Bizantini
Il re ostrogoto Teodorico rafforzò la città irrobustendo le mura. Per tutto il Medioevo il santuario di Monte Giove sarà chiamato "Palazzo di Teodorico", a ricordo dell'importanza che il re ostrogoto seppe dare alla città. Fu il re, infatti, a favorire opere pubbliche d'intesa con il console del 486 d.C., Decio, per la conservazione dell'Appia e sulle mura perimetrali.
"Il nostro gloriosissimo e illustrissimo Re Teodorico... felicemente e con l'aiuto di Dio ha reso di nuovo praticabili e ammirevolmente sicuri per i viaggiatori il Decennovium della via Appia e i punti (della via) che, sotto tutti i regni precedenti, erano stati inondati dallo straripamento delle paludi sia di destra che di sinistra"
"lavoro assunto e coraggiosamente continuato, dietro ordine del clementissimi Principe, dal discendente dei Decii, Cecilius Maurus Basilius Decius chiarissimo e illustrissimo, già prefetto della Città, già glorioso prefetto del Pretorio, già console ordinario, patrizio, ...".
Nel 535 Vitige fu eletto re degli Ostrogoti, dopo l'eliminazione di Teodato, mentre si trovava sul percorso del Decennovium, in territorio terracinese.
San Gregorio Magno, nel secondo libro dei suoi Dialoghi, narra le vicende miracolose per cui san Benedetto da Norcia inviò alcuni suoi fratelli a fondare un monastero a Terracina e poi li istruì attraverso un sogno circa la costruzione dello stesso.
Lo stesso papa Gregorio che intervenne nella disputa tra il vescovo della città, Pietro, e gli Ebrei ivi residenti circa l'ubicazione della sinagoga e la libertà di culto con una lettera scritta nel 591 d.C. indirizzata al primo in favore del rispetto per la comunità giudaica. Il Papa, infatti, ha molta cura della città ed invita il vescovo Agnello, vescovo di Fondi trasferitosi a Terracina per le incursioni nemiche nel suo territorio, di badare che le mura fossero sempre sorvegliate
In epoca bizantina fu un'importante piazzaforte militare e lo storico Procopio riferisce la buona conservazione della strada ancora nel VI secolo. Terracina fu strategica anche per la guerra greco-gotica per l'avanzata di Belisario verso l'Assedio di Roma (537-538).

#### Terracina nello Stato pontificio e le incursioni saracene
Nell'VIII e IX secolo fece parte del nascente Stato pontificio e fu interessata dalla fondazione di alcune chiese urbane e di monasteri e santuari dei martiri fuori della città.
Una delle colonne del portico della cattedrale di San Cesareo ha incisa un'iscrizione: "Mundificatus est for iste tempore domini Georgii consul et dux". Apparterrebbe al periodo tra il 730-740 d.C. in cui il duca di Napoli era Giorgio, importante testimonianza di come la chiesa abbia subito molti cambiamenti rispetto alla condizione attuale. Indicativo anche che la città di Terracina rimase contesa tra il Papato di Roma ed il Ducato bizantino di Napoli.
Le milizie di papa Adriano I, infatti, ancora nel 778 respinsero il tentativo di occupare la città condotto dalla bizantina Gaeta alleata al longobardo ducato di Benevento fino a quando essi non riuscirono a compiere il saccheggio. Gregorovius, infatti, che "la città greca di Terracina fu presa con le armi".
Con la crisi dell'impero carolingio e la perdita di prestigio dell'autorità papale, però, Terracina e la costa gaetana furono oggetto di violenze e saccheggi da parte dei pirati arabi. Nell'883 la città subì il saccheggio.
Anche se i secoli di abbandono di manutenzione delle strade principali, l'opera di briganti e le frequenti scorrerie saracene avevano reso difficile muoversi, sul vecchio tragitto dell'Appia si tornò a spostarsi. Nacque il sistema viario delle Vie Francigene del Sud che da Fossanova portava verso Fondi attraversando il centro storico di Terracina.

#### Dopo l'anno Mille, la lenta rinascita e il ruolo mediatorio della Chiesa
Alla fine del X secolo papa Silvestro II concesse la città in feudo a Dauferio, conte di Traetto.
Nel 1074 venne solennemente consacrata la cattedrale dal vescovo Ambrosio e qui ebbe luogo nel 1088 l'elezione di papa Urbano II.
Gregorio da Terracina, monaco benedettino poi vescovo della sua città, ospitò nel 1117 il papa Pasquale II che aveva dovuto lasciare Roma in seguito alle tensioni con l'imperatore.
La città continuò ad essere interessata dalle lotte tra le grandi famiglie romane sostenitrici del Papato: i Crescenzi eressero un castello, detto anche Rocca Traversa, nella parte alta, il quale fu poi conquistato dai Frangipane nel 1153.
La famiglia romana, potente e crudele, tiranneggiò i terracinesi che stretti attorno alle famiglie Acso e Rosa, cominciarono una strenua lotta per la libertà. In ballo il diritto di caccia, di pascolo e di legna oltre allo scaricamento delle querce per il tannino, materiale dell'industria della lavorazione della pelle
Nel 1198 Terracina entrerà a far parte della Provincia di Campagna e Marittima in seguito alla riorganizzazione dello Stato Pontificio voluta da papa Innocenzo III al fine di limitare le spinte di indipendenza delle famiglie nobili locali.

#### La cacciata dei Frangipane, le lotte per l'egemonia del patriziato romano e l'avvento dei Caetani
I Frangipane furono però cacciati dalla città nel 1202 da un'insurrezione popolare: il castello, oggi Castello Frangipane, fu distrutto e fu istituito il comune.
La libertà fu promossa anche da un ceto di artigiani che lavorava sia in città che nel territorio limitrofo, in particolare per l'edificazione della abbazia di Fossanova.
Iniziò per Terracina un periodo di lotte interne: la famiglia degli Annibaldi, sostenuta dalle famiglie Valeri, Davini e Sanguini, combatté contro la famiglia dei da Ceccano, sostenuta dai Pironti e dal popolo.
La tradizione afferma che il convento francescano realizzato sul colle omonimo, antica sede dell'acropoli della città spartana, fosse stato fondato nel 1222 dallo stesso poverello di Assisi.
In seguito, in città nel 1257 venne assassinato Pietro Ruffo, conte di Catanzano da sicari di Manfredi che volle così vendicarsi del tradimento subito dal nobile e del suo tentativo insurrezionale.
Sotto il pontificato di Niccolò III, Terracina fu conquistata dal conte Annibaldo da Ceccano. Egli fu eletto podestà nel 1274 e mantenne una notevole influenza sulla città fin quasi alla fine del secolo, così come la sua famiglia.
In quegli anni Giovanni I da Ceccano saccheggiò la città e vi compì uccisioni allo scopo di indebolire gli Annibaldi.
Ancora nel 1285 un membro della potente famiglia, il fratello di Annibaldo, Riccardo da Ceccano, era rettore.
Nel 1295 fu eletto podestà papa Bonifacio VIII, che riportò l'ordine e risanò le finanze cittadine, predispondendo una lunga ombra di protettorato della sua famiglia, i Caetani, sulla città.
Durante il soggiorno dei papi ad Avignone, nel XIV secolo il Comune si oppose ai Caetani di Fondi.
I Caetani, potentissimi signori del Regno di Napoli, insidieranno sempre il territorio terracinese, in particolare compiendo razzie al Salto di Fondi, all'epoca appunto dominato dallo Stato Pontificio.
Nel 1338 la guerra fra Niccolò Caetani e Terracina si concluse con una pace momentanea. Il conflitto, tuttavia, si protrasse per anni, con in mezzo il tentativo di Niccolò di impadronirsi della città (1341) ma alla fine esso si concluse grazie alla mediazione tra Giovanna Orsini, contessa di Fondi, e il vescovo terracinese Sergio Perunti.
La città era cresciuta con borghi murati fuori delle mura più antiche, in corrispondenza delle porte principali e fino alla città bassa. A quest'epoca risale il rifacimento della cattedrale e l'erezione delle case-torri dei privati cittadini.
La città fu dotata di edifici pubblici e l'ordinamento cittadino si basò sull'urbanistica romana e non più sulla divisione in parrocchie.
Vi era anche la presenza dei Cavalieri templari, presso la chiesa oggi perduta di Santa Maria Maddalena, sul percorso cittadino dell'antica Appia Traianea.
Niccolò non si arrese: arrivò ad occupare il monte Sant'Angelo nel 1346 e probabilmente persino il colle San Francesco ma proprio mentre sembrava che si sarebbe impadronito della città, avvenne il colpo di scena. I Terracinesi chiesero aiuto ad una flotta genovese dietro compenso di 3500 fiorini da restituire a rate per 20 anni. Il comandante, Domenico de Garibaldo (probabile antenato del futuro Eroe dei Due Mondi, secondo il Bianchini), accettò di intervenire e ricacciò le armate dei Caetani. Questo episodio inaugurò, per un ventennio, il protettorato della repubblica ligure, durante il quale Terracina entrò a far parte dell'impero commerciale genovese, ottenendone stabilità e prosperità economica.

#### Il ristabilimento dell'autorità papale e la contesa con il Regno di Napoli
Il ritorno dell'autorità papale sotto l'azione del Egidio Albornoz nel 1367, portò anche nuove tassazioni ed un diffuso scontento, così allo scoppio dello Scisma d'Occidente, nel 1378, la città si alleò con il conte Onorato I Caetani per l'interesse del potente cittadino Riccardo Rosa.
Dopo la morte di questi e la caduta della contea di Fondi nelle mani di Ladislao I di Napoli, nell'aprile del 1400, Terracina continuò a resistere da sola alle truppe congiunte pontificie e napoletane, cedendo solo dopo due mesi di trattative.
Bonifacio IX restituì a Terracina il territorio controllato prima dell'invasione dei Caetani di Fondi, alla quale aggiunse anche il Circeo e il Lago di Paola.
Nel XV secolo la città fece parte dei domini dei re di Napoli Ladislao I e Giovanna II, ma al ritorno di papa Martino V nella sede papale di Roma fu restituita al pontefice nel 1420.
Un primo tentativo di Alfonso V d'Aragona di impossessarsi del Regno di Napoli fallì con la battaglia di Ponza del 5 Agosto 1435 nelle acque di Terracina. Egli perse la battaglia e fu catturato.
Il Trattato di Terracina del 14 Giugno 1443, però, gli consegnò il Regno di Napoli dato che il Papa lo riconobbe Re Utriusque Siciliae.
Soltanto nel 1447, però, Alfonso decise di restituire Terracina (e Benevento) all'autorità papale, grazie al diplomatica intervento di Ludovico Scarampi Mezzarota di cui il sovrano diverrà amico.
La contesa tra Aragona e Angiò-Durazzo continuò ed investì Terracina e Fondi. La città ebbe momenti di violenza interna, fino a quando nel 1460 la parte a favore del ritorno al Papa assaltò e prevalse contro la fazione a favore dei Napoletani. Pio II inviò, dunque, Antonio Piccolomini e Giovanni Pazaglia a difendere gli insorti di Terracina.
Le lotte tra le fazioni favorevoli al papa, agli aragonesi e ai francesi provocarono la decadenza della città e la fine dell'autonomia comunale: la città venne pacificata nel 1499 dall'intervento di papa Alessandro VI.

### Epoca moderna

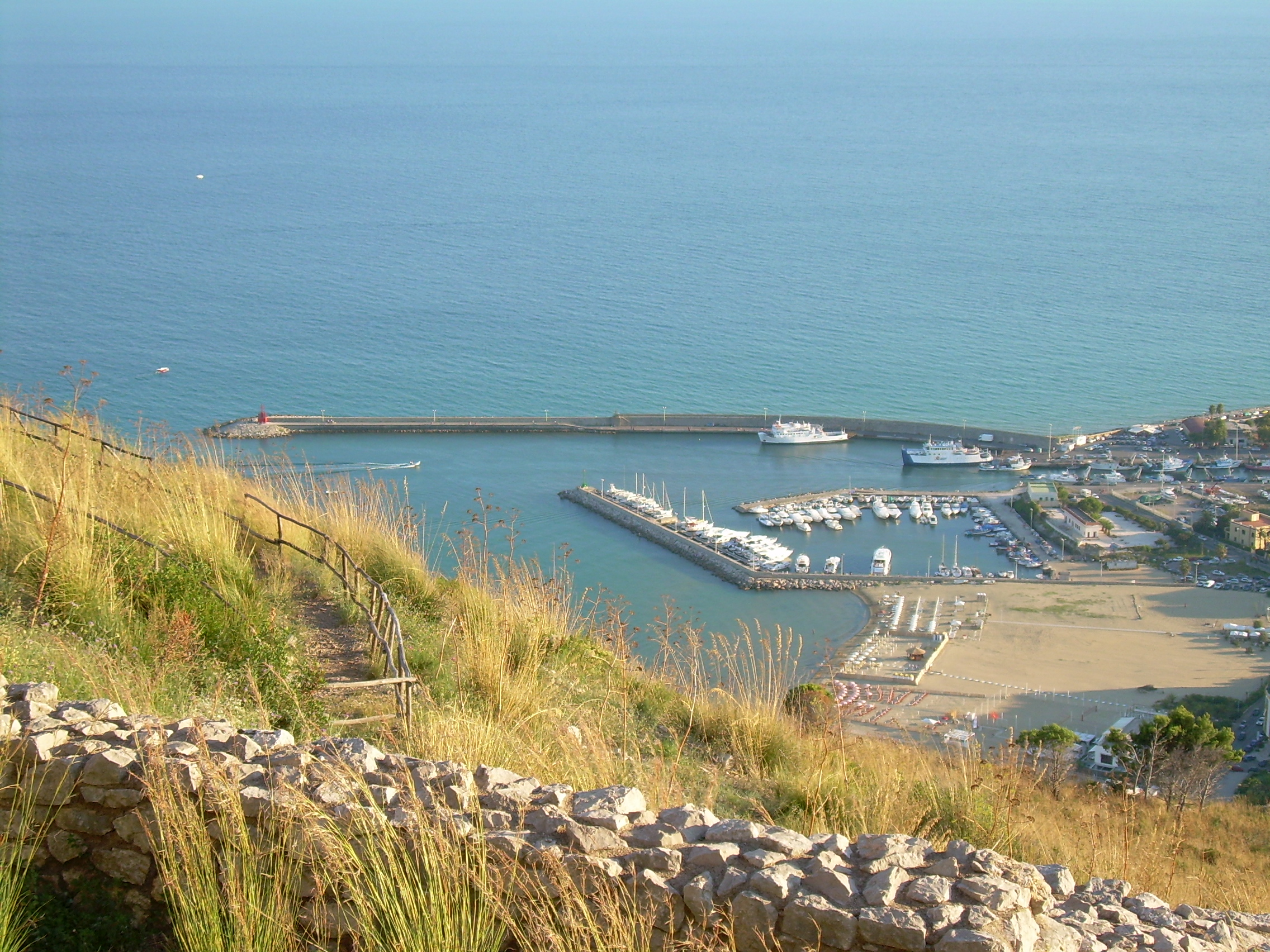
Il porto canale oggi visto dal tempio di Giove Anxur

Nel 1525 sarebbe morto in città Fanfulla da Lodi, famoso capitano di ventura e uno dei vincitori italiani della Disfida di Barletta.
Nel 1534 alla testa di 82 galee uno dei più celebri comandanti delle flotti turche, Khayr al Din detto il Barbarossa, saccheggiò prima Fondi e poi Terracina.
Il 5 Agosto 1552, nell'ambito delle guerre d'Italia, si ebbe la battaglia navale di Ponza, che oppose i Francesi e i loro alleati Ottomani, comandati da Dragut, erede del Barbarossa, contro la flotta di Andrea Doria, ammiraglio dell'impero di Carlo V.

#### Il "Castrone" e il nuovo tentativo di bonifica di Sisto V
Nel XVI secolo la malaria provocò una continua diminuzione della popolazione (nel 1572 si era ridotta a circa 150 abitanti, 40 fuochi). Tale evento di eccezionale contagio che uccise quasi tutti gli abitanti della città, prodotto dalla palude malsana che ancora cingeva l'area inferiore alla città di Terracina e che tanti personaggi avevano più o meno efficacemente provato a bonificare, è ricordato volgarmente come "il Castrone".
Il ripopolamento fu favorito nel XVII secolo dai pontefici con la distribuzione gratuita delle terre e le esenzioni fiscali e nuove famiglie abbienti restaurano e ricostruiscono le case signorili; si edificano o si restaurano le chiese.
Nonostante le difficoltà e la lenta ripresa demografica, Terracina rappresentava sempre e comunque una località strategica, di passaggio, - come si è visto - per quanti volessero lasciare il Regno di Napoli e rifugiarsi nello Stato della Chiesa. Così anche nel 1587 quando i fratelli còrsi Agostino e Antonio Belmosto, si rifugiarono in città dopo il crack del loro banco a Cosenza, portando con sé 75.000 ducati di "tesoro" sottratti ai sottoscrittori.
Nel 1589, in particolare, papa Sisto V volle fare visita alle terre di Campagna e Marittima che intendeva risanare. Dimorò a Terracina tra il 15 ed il 16 Ottobre di quell'anno, presso il convento dei francescani. Su proposta di Ascanio Fenizi, impiegò 2.000 operai per far confluire le acque dei fiumi tra Terracina ed il Circeo (nell'attuale zona di Badino).

#### Terracina, tappa del Gran Tour
Intanto in Europa andò riaffermandosi uno spirito di unificazione culturale con il Gran Tour ovvero un pellegrinaggio laico, emotivo, sapienziale che, partendo dai Paesi del Nord Europa, portasse i letterati alla conoscenza e all'apprezzamento delle bellezze naturali e storiche d'Italia. Terracina, anche in questo momento storico è tappa fondamentale, come dimostrano tra i diari di tantissimi viaggiatori quello del Viaggio in Italia di Goethe che arrivò in città il 23 Febbraio 1787, come anche citato in una targa commemorativa oggi sotto il porticato del Comune.

#### Pio VI e la riforma urbanistica
Con papa Pio VI dal 1785 si assistette ad una poderosa riforma urbanistica che trasformò il volto del centro.
Anzitutto egli fece bonificare l'area di Terracina bassa, facendovi costruire un lungo e largo canale navigabile che congiunse il porto marittimo cittadino con il fiume Portatore, in località Badino. Attorno al detto canale, nei pressi del porto romano, fece sorgere un'espansione abitativa chiamata Borgo Pio. Quindi costruì diversi palazzi, primo tra tutti il poderoso Palazzo Braschi, dal nome della sua famiglia.
Quando Pio VI fu arrestato dai rivoluzionari francesi, questi occuparono Terracina che si ribellò e dovette subire una dura repressione nel 1798.
Alla fine del Settecento il brigantaggio riprese vigore e si confuse con la resistenza antifrancese alle armate napoleoniche, mentre poi esso sarebbe stato un elemento reazionario sia contro i Papi sia contro il futuro Stato Italiano.

#### Giuseppe Mastrilli, il brigante di Terracina
Durante la prima metà del XVIII secolo riemerse prepotente il fenomeno del brigantaggio, che pure era stato sempre presente nella zona. Alla figura del brigante terracinese Giuseppe Mastrilli sono legati canti popolari, aneddoti e fatti di cronaca che ne hanno raccontato i misfatti, sia nello Stato Pontificio che nel Regno di Napoli sino alla sua cattura e condanna a morte nel 1750 o, secondo altri, fino alla sua esecuzione a tradimento per intascare la taglia che il governo borbonico aveva promesso per la sua morte.

#### Età contemporanea
Nel 1818 papa Pio VII firmò con Ferdinando I delle Due Sicilie il concordato che sanciva i rapporti con il Regno delle Due Sicilie e sotto papa Gregorio XVI si ebbero i lavori di costruzione del nuovo porto canale.
Durante la Repubblica Romana del 1849 il governo mazziniano diede molta importanza a Terracina.
Felice Orsini, futuro attentatore di Napoleone III, fu nominato commissario proprio in città.
Nel novembre 1860 17.000 soldati borbonici si consegnarono alle truppe papaline della città per non arrendersi alle truppe nemiche di Giuseppe Garibaldi, che risaliva la penisola dopo la Spedizione dei Mille.
Il 14 settembre 1870 la città fu annessa al Regno d'Italia.
Il 4 settembre 1943 la città fu bombardata da dodici aerei degli Alleati, che causarono la morte di 130  civili.
Nel 2018 un ciclone che si abbatté su Terracina causò la caduta di una cinquantina di storici pini marittimi emblema della città

### Simboli
Lo stemma e il gonfalone di Terracina sono stati riconosciuti con decreto del capo del governo del 9 settembre 1937.
Il gonfalone è un drappo partito di bianco e di azzurro.

## Monumenti e luoghi d'interesse
La città è tradizionalmente suddivisa in una città alta, l'antico centro cittadino con l'acropoli, sviluppatasi ulteriormente in epoca medioevale e in una città bassa, frutto di una prima espansione in epoca romana, lungo la strada verso il porto e di una seconda espansione avvenuta principalmente nel XIX e XX secolo, in seguito alla bonifica delle paludi pontine da parte di papa Pio VI nel XVIII secolo e di Mussolini in seguito.

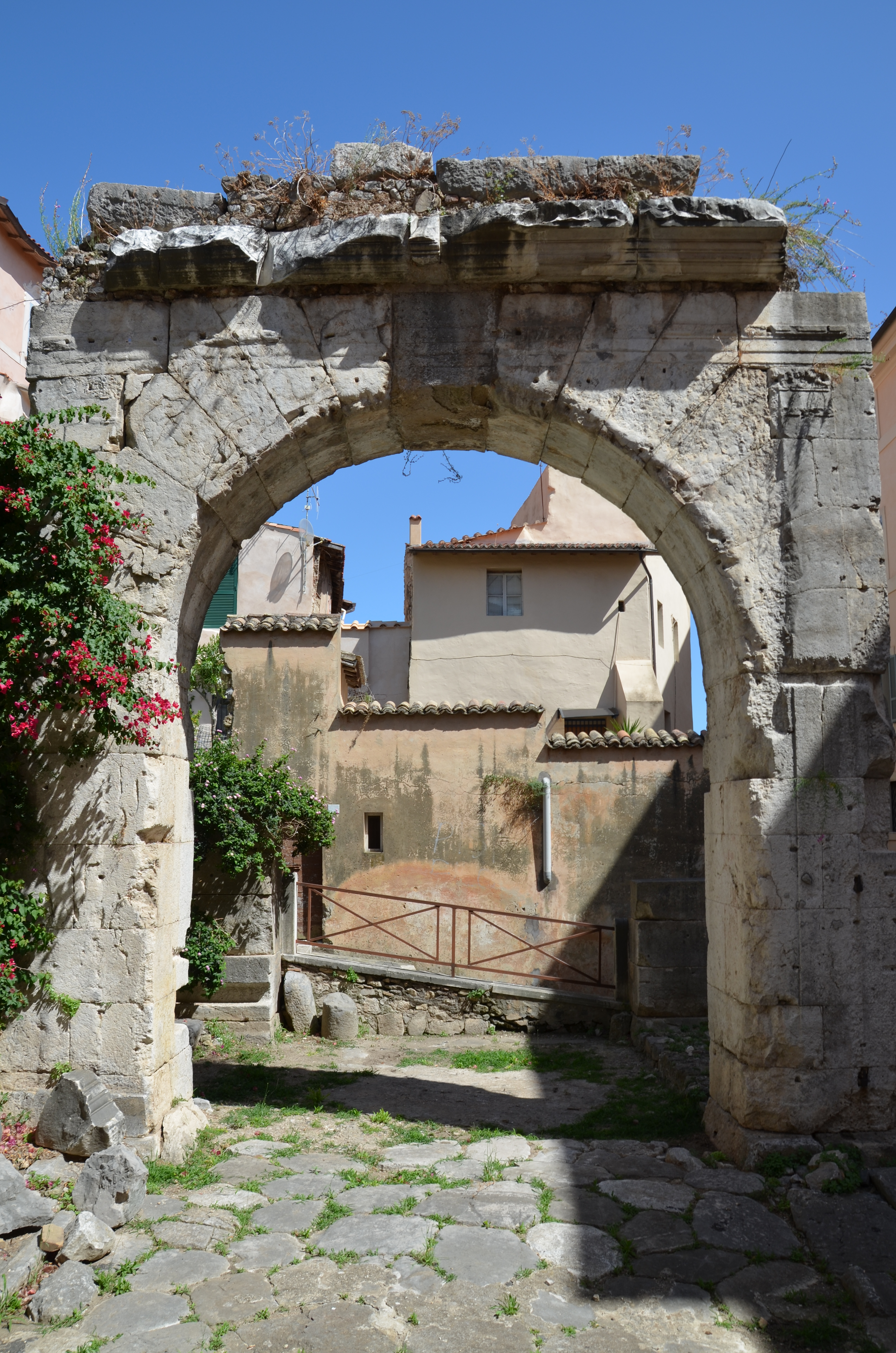
I resti dell'arco quadrifronte lungo la via Appia

Nella città alta, cioè nel centro storico, lungo l'antica via Appia si trovano i resti di epoca romana di: un arco onorario quadrifronte o tetrapilo, un teatro romano e un tempio capitolium cioè dedicato alla triade capitolina. Fuori dalla città, sulla cima del monte Sant'Angelo, si trovano l'antico santuario di Giove Anxur e il santuario del dio Silvano. Nei dintorni vi è il Parco Nazionale del Circeo, situato a pochi chilometri dalla città.

### Architetture religiose
La concattedrale di San Cesareo
La cattedrale che inglobò il tempio maggiore fu costruita e consacrata a San Cesareo (o Cesario) nel 1074, mentre ad un rifacimento del XII-XIII secolo risalgono il campanile e il portico antistante, con fusti di colonna riutilizzati da più antichi edifici romani e capitelli ionici, basi decorate con leoni e trabeazione, in parte scolpita e con fregio a mosaico (prima metà del XIII secolo) in stile cosmatesco. L'interno a tre navate è suddiviso da colonne ugualmente romane riutilizzate, conserva un pavimento cosmatesco. Alla stessa epoca si devono il pulpito e il cero pasquale. Agli inizi del XVIII secolo l'interno ricevette una copertura a volta.

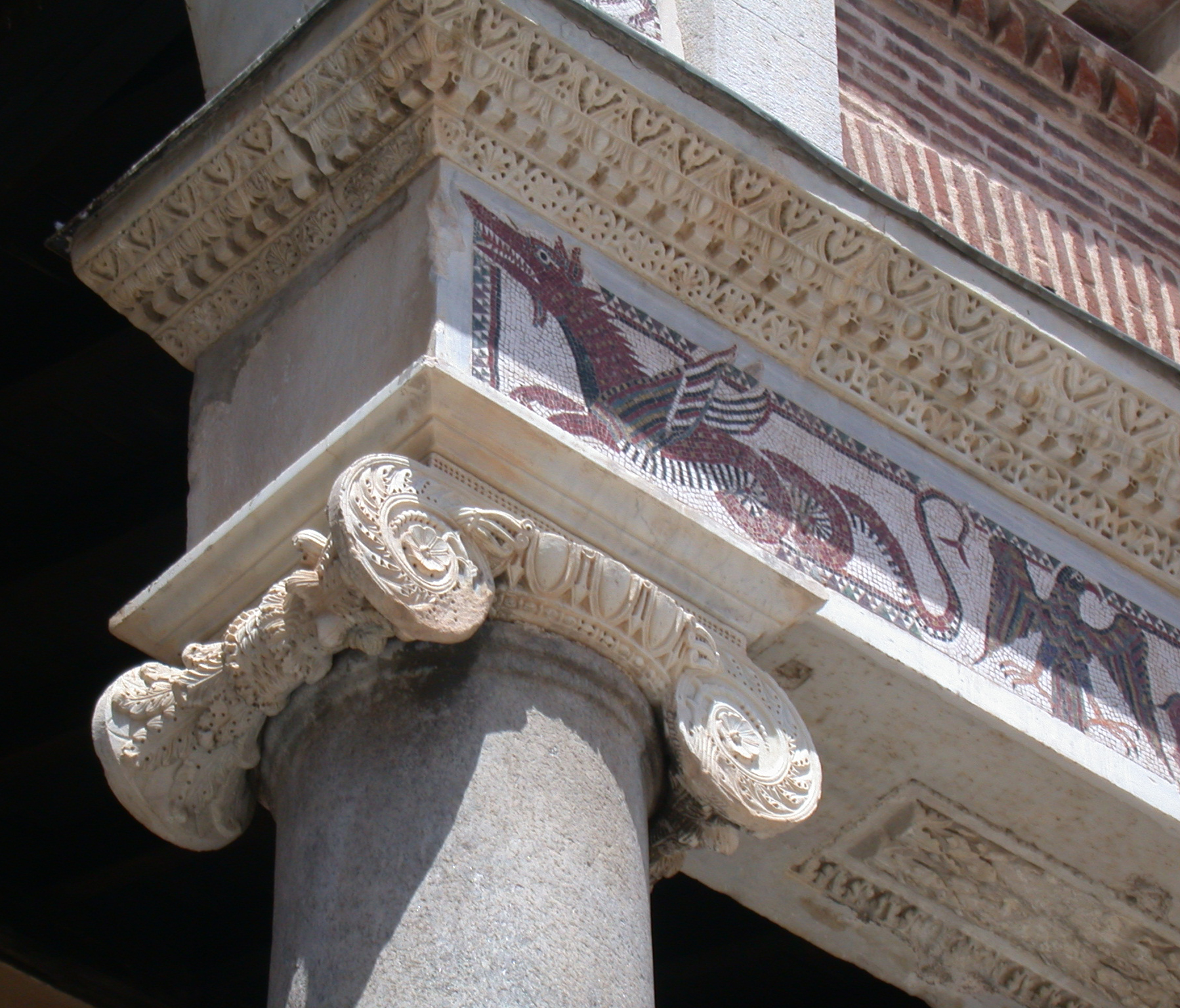
Decorazione cosmatesca (portico della cattedrale)

Dal 1986, nel contesto della ristrutturazione delle diocesi d'Italia, la chiesa di San Cesareo ha assunto il titolo di concattedrale.
Chiesa del Santissimo Salvatore

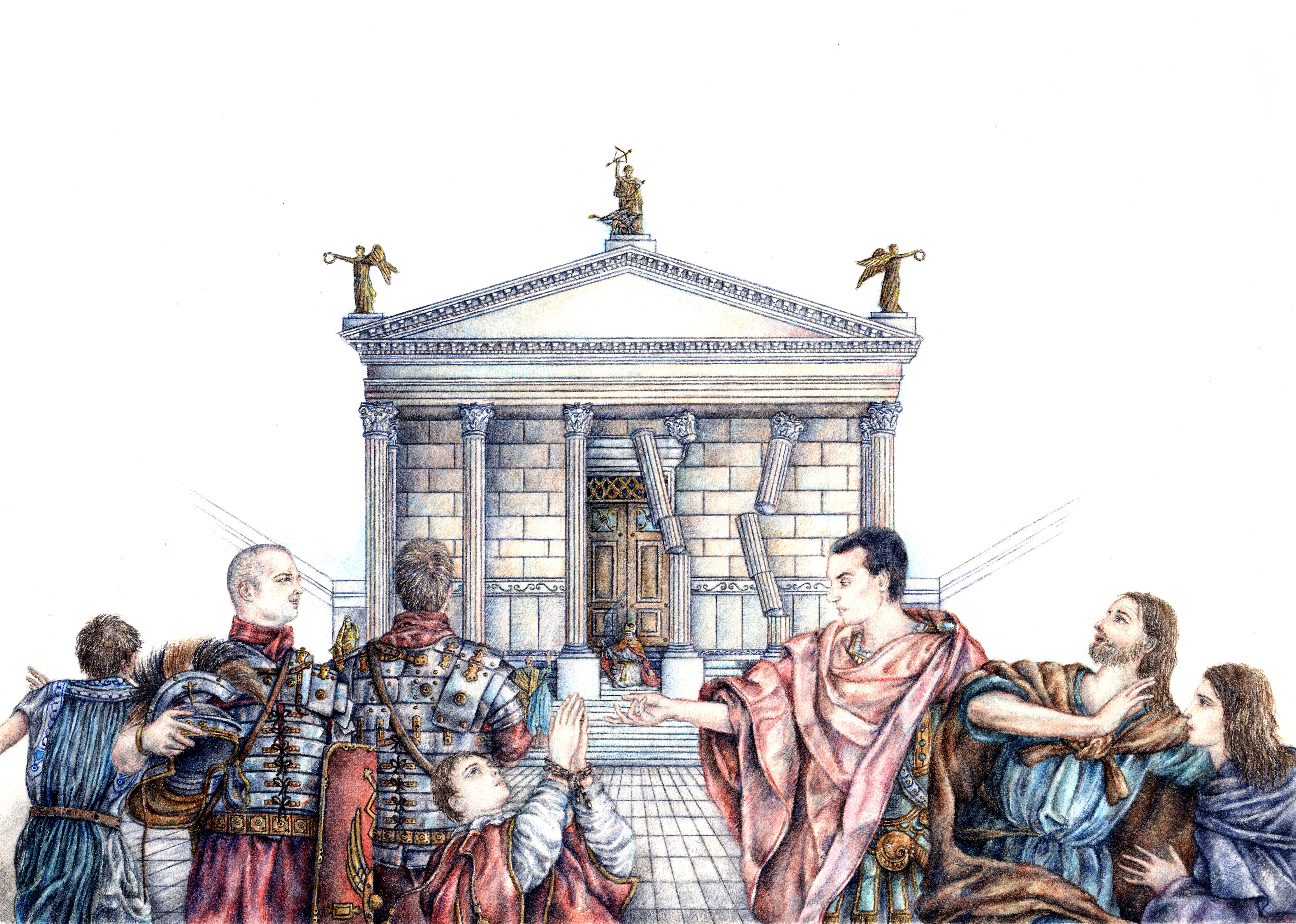
San Cesario diacono fa crollare il tempio di Apollo (Tempio Maggiore, l'attuale Cattedrale di Terracina)

La chiesa del Santissimo Salvatore, sul lato opposto del semicerchio, venne progettata sempre dal Valadier a pianta centrale, ma fu realizzata da Antonio Sarti tra il 1830 e il 1847 a tre navate. L'altra grande piazza cittadina, "Piazza della Marina", oggi "Piazza della Repubblica", già prevista nel progetto originario, venne realizzata progressivamente con la costruzione dei palazzi che la circondavano.
Chiesa di San Giovanni
Nel centro cittadino si trova anche la chiesa di San Giovanni, che ha trasformato nel Seicento la medioevale chiesa dedicata a San Lorenzo, di cui resta solo il campanile. La chiesa si presenta attualmente a navata unica con cappelle laterali, coperta da una volta ribassata e da una cupola a pianta ellittica.
Chiesa del Purgatorio
La chiesa del Purgatorio fu costruita entro il 1780 al posto dell'antica chiesa di San Nicola. Presenta pianta centrale ed una facciata con alto ordine unico di lesene, sormontato da un timpano mistilineo
Chiesa della Madonna delle Grazie
La chiesa è stata rifatta dal vescovo Cesare Ventimiglia (1615-1645) e precedentemente dedicata a Santa Maria della Basilica Nuova nel 1163 da papa Alessandro III al posto di un altro edificio più antico.
Chiesa della Madonna dell'Annunziata
Risale al XIII secolo e danneggiata dai bombardamenti.
Chiesa e Convento di San Domenico
Il complesso è stato edificato alla metà del XIII secolo. La facciata conserva un rosone e un portale sormontato da un piccolo protiro.
Chiesa e convento di San Francesco
Il complesso è stato fondato secondo la tradizione dallo stesso santo nel 1222 (si conserva il piccolo campanile) e gravemente danneggiato dalla guerra, fu adibito ad ospedale tra il 1874 e il 1994.
Santuario di Maria SS. della Delibera
L'edificio, a tre navate gestito da frati, conserva l'antico e venerato affresco absidale della Madonna della Delibera del Quattrocento, che viene incoronata ogni dieci anni.
Altre chiese
Inoltre tra le chiese più moderne troviamo la Parrocchia di San Damiano e Cosma in località Le Arene, la Parrocchia San Domenico Savio e la Parrocchia del Santissimo Salvatore in piazza Garibaldi.

### Architetture civili
Palazzo Venditti
Sul fianco destro della cattedrale si affaccia sulla piazza anche il palazzo Venditti, del XIII secolo, originario palazzo civico, che scavalca con un grande arco gotico la via Appia e conserva una delle trifore originarie. Le forme architettoniche sono quelle proprie dell'architettura cistercense, adattate ad usi civili.
Il Palazzo vescovile
Tra la torre e la chiesa è il Palazzo vescovile, risalente in origine all'epoca carolingia e ristrutturato in epoca medioevale, nel XVII secolo dal vescovo Cesare Ventimiglia, e infine nel 1786 da papa Pio VI. L'attuale configurazione nulla conserva di antico, essendo stato quasi completamente ricostruito dopo i bombardamenti della seconda guerra mondiale.
Edifici medievali
Numerose altre case cittadine risalgono all'epoca medioevale: case-torri fortificate o case gotiche con bifore e a volte scale esterne con ballatoi (profferli), risalenti per la maggior parte al XII-XIII secolo. Altri palazzi sono dovuti alle ristrutturazioni rinascimentali di case medioevali o a nuove costruzioni contemporanee (casa del notaio Nicola Savio del 1536, costruita a ridosso delle mura. La rinascita della città nel corso del XVIII e XIX secolo comportò ristrutturazioni e accorpamenti di gruppi di case medioevali e trasformando gli edifici con un aspetto omogeneo. A questi interventi si accompagnarono nuove edificazioni, sia per case d'affitto destinate ai ceti medi, sia per residenze signorili (palazzo Vitelli, provvisoria residenza papale), sia per strutture pubbliche ("Palazzo della bonificazione pontina" e "Nuova fabbrica dei forni", costruita dal comune nel 1785).
Palazzo Braschi

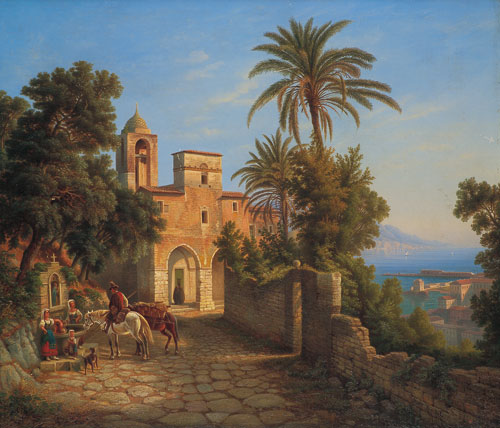
Il monastero di San Francesco in un dipinto tardo-ottocentesco

Un intervento di particolare importanza si ebbe con la costruzione da parte del nipote del papa, di Palazzo Braschi (1787-1795), destinato a sede papale. Il nuovo palazzo inglobò palazzi più antichi e le rovine della chiesa di Santa Maria in Posterula e venne collegato nel 1792 per mezzo di una rampa (oggi via Posterula) e l'abbattimento di un tratto di mura, sia alla città alta e alla via Appia, sia al nuovo Borgo Pio nella città bassa.
Palazzo della Bonificazione Pontina
Situato a sud del centro storico, fu costruito nel 1785.

### Architetture militari

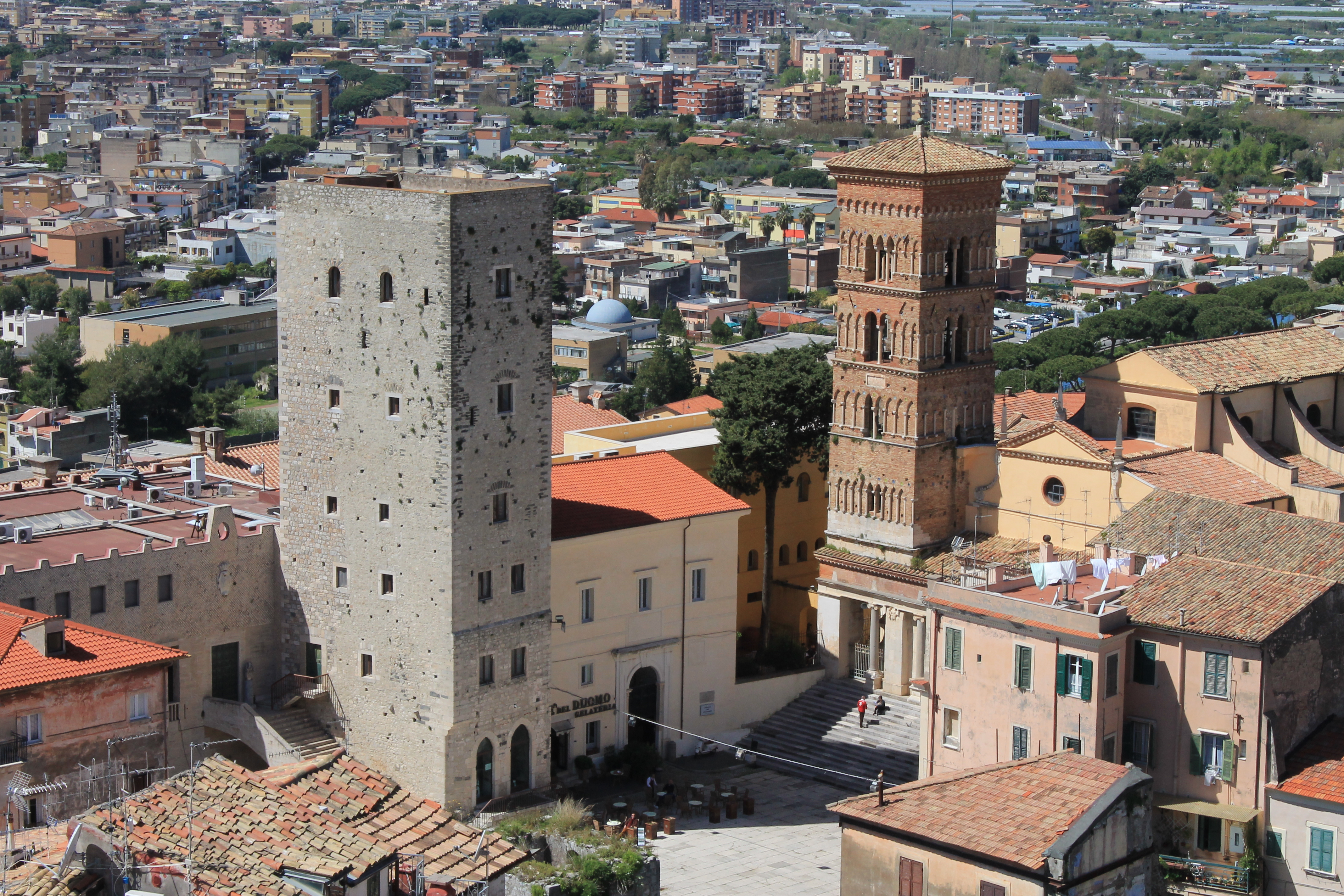
La Torre dei Rosa (sinistra) e la Cattedrale di San Cesareo (destra) viste dal Castello dei Frangipane

Torre Frumentaria o Torre dei Rosa
Sul lato meridionale della piazza si eleva alla stessa altezza del campanile la contemporanea torre Frumentaria o "torre dei Rosa" (XII-XIII secolo), che fu probabilmente in possesso di questa famiglia.
Castello dei Frangipane
In posizione dominante sull'abitato si erge il castello dei Frangipane, costruito in più fasi successive a partire dalla fine del X secolo e ingrandito fino al XV secolo. Gravemente danneggiato dai bombardamenti della seconda guerra mondiale conserva solo il maschio centrale, parte più antica, e parte dell'ala sud.
Mura
Le antiche mura di cinta di epoca volsca e romana, di cui rimangono visibili solo alcuni tratti, erano state in seguito sormontate dalla nuova fortificazione costruita nel V secolo. Dopo il loro abbandono, una parte del camminamento di ronda fu trasformata in passeggiata pubblica e circondata da abitazioni.
Delle porte cittadine la Porta Albina fu abbattuta nel 1831, mentre della Porta Maggio, distrutta alla fine del Settecento rimangono solo le torri laterali, trasformate in abitazioni. Una nuova porta di accesso all'abitato, Porta Romana, fu realizzata nel 1780 sul lato nord-occidentale, su progetto di Gaetano Rappini, riunendo alla città il borgo esterno di "Cipollata". La nuova costruzione si appoggia ad una torre più antica, con basamento in opera poligonale e sopraelevazione in opera incerta, parte probabilmente della cinta muraria più antica. Nella parte alta della città si conserva anche una torre medioevale, realizzata in blocchetti di calcare inframmezzati da filari con mattoni e datata al X secolo.
Le mura del V secolo racchiusero solo una parte di questo abitato inferiore, che doveva essere già parzialmente abbandonato. In epoca altomedioevale il territorio vide la fondazione di chiese e conventi extra-urbani. La parte bassa era in abbandono: il porto e i canali si andarono insabbiando e divennero inutilizzabili. Il passaggio della via Appia sotto il Pisco Montano venne fortificato (la porta venne ricostruita nel XVII secolo come Porta Napoletana).

### Altro

#### Terracina alta o antica

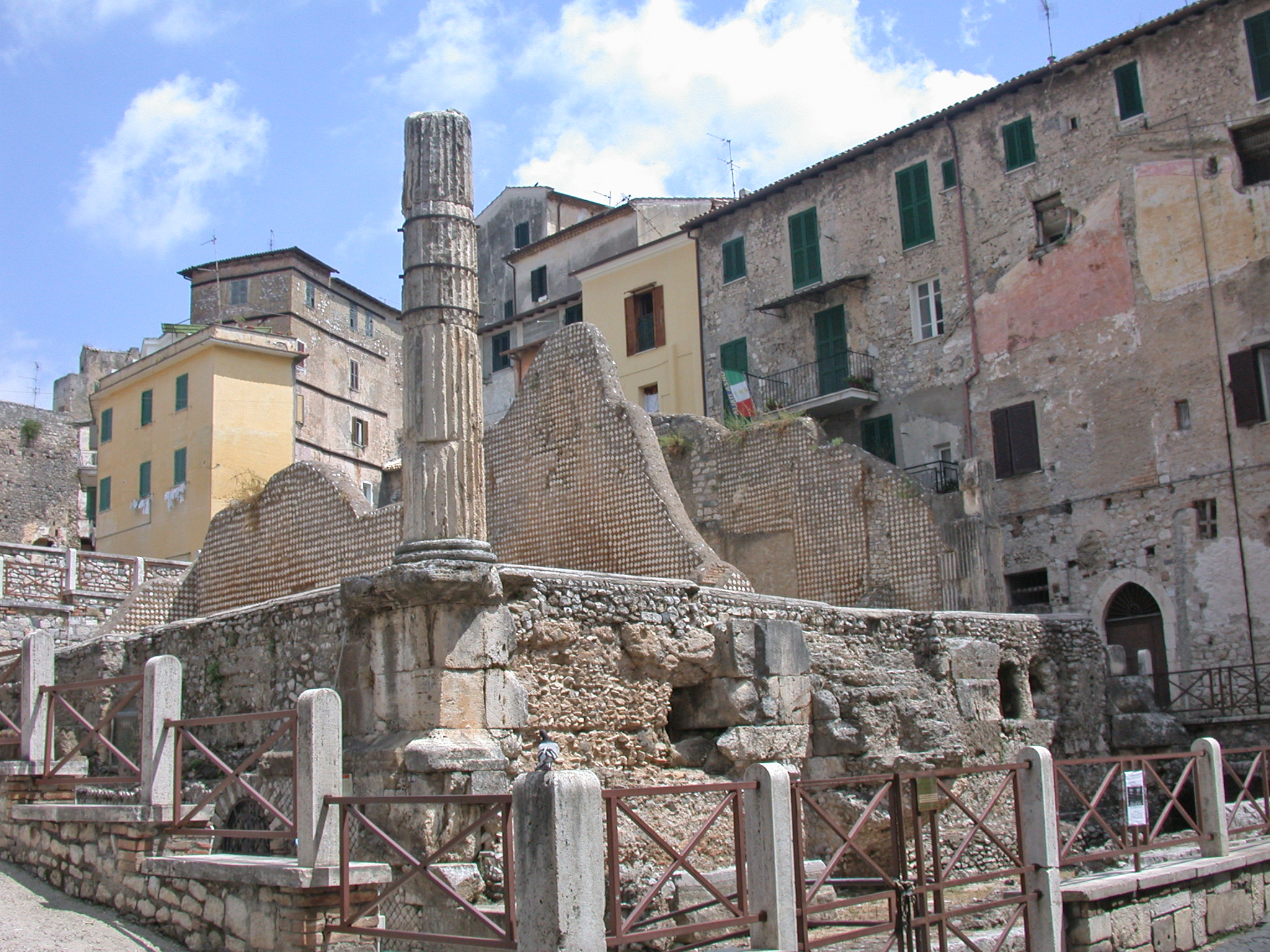
Il Capitolium romano

La parte alta della città si imposta intorno alla piazza centrale, l'antico Foro Emiliano, centro cittadino dell'epoca romana, conservatosi nei secoli e sede della cattedrale di San Cesareo e del municipio (piazza del Municipio).
L'antico foro romano era attraversato lungo il lato settentrionale dalla via Appia, di cui è stato ripristinato il lastricato e il marciapiede, con canale di scolo: la via era in origine separata dall'area forense per mezzo di una serie di pilastrini. La piazza conserva tuttora l'antica pavimentazione in lastre di calcare (fine del I secolo a.C. - inizi del I d.C.), sulla quale si conserva l'iscrizione in lettere di bronzo del magistrato locale che ne ordinò la realizzazione (Aulus Aemilius).

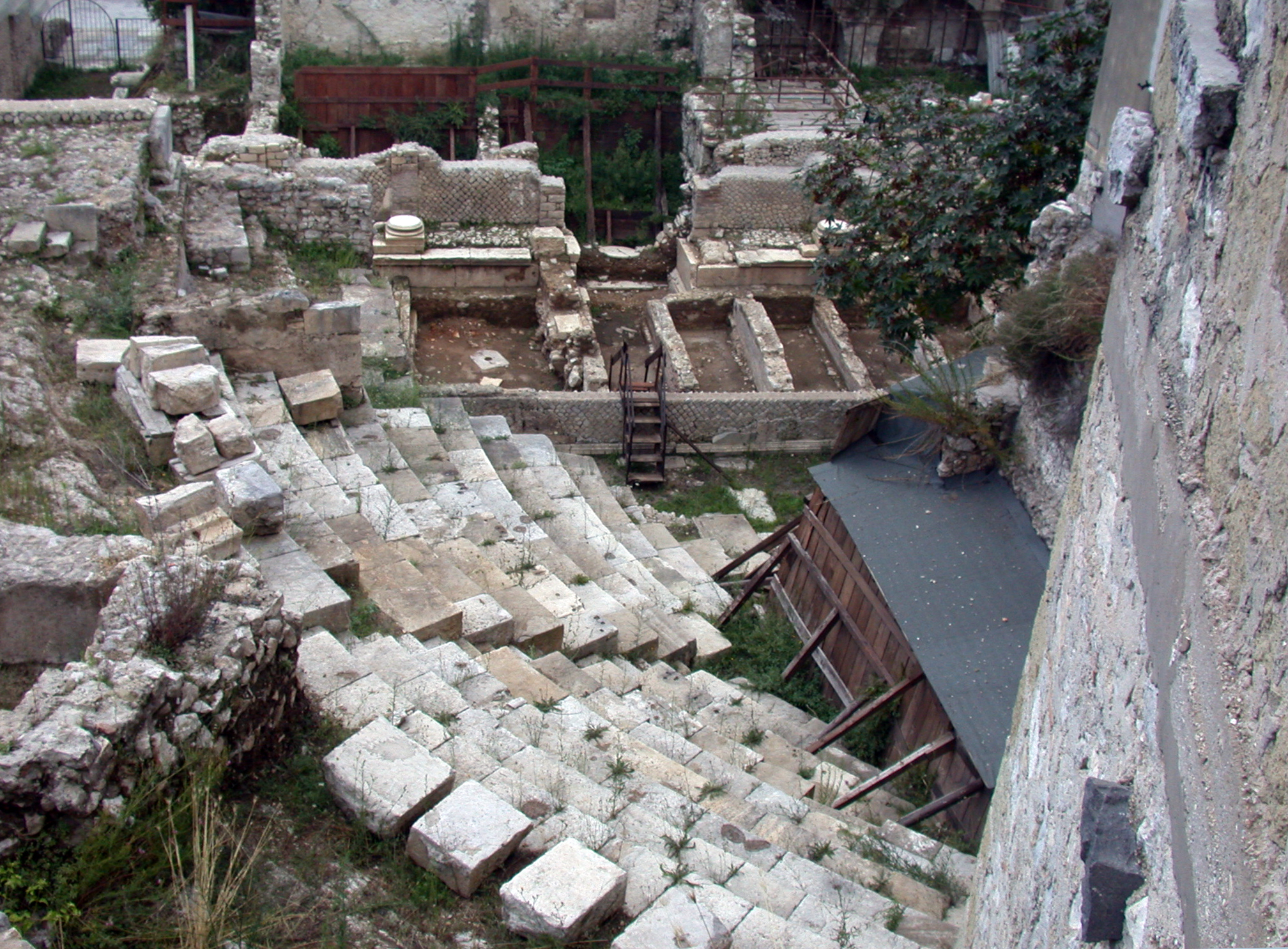
I resti del teatro romano (parte della cavea con sedili e parte della scena)

Ai lati del foro sorgevano i principali edifici pubblici della città romana. Sul lato orientale sorgeva la basilica, i cui resti furono disegnati da Baldassarre Peruzzi e in seguito ricoperti dal palazzo della Bonificazione Pontina, eretto tra il 1780 e il 1785 e che ha successivamente inglobato anche il palazzo De Vecchis. Sul lato nord i bombardamenti del 1944 hanno permesso di rimettere in luce un porticato affacciato sulla via Appia e sopraelevato di tre gradini, con colonne e pavimentazioni in marmo, alle spalle del quale si sono rinvenuti i resti del teatro romano, in parte ancora ricoperti dalle case medioevali, che hanno assunto una caratteristica pianta curvilinea, poggiandosi sopra le sue strutture.

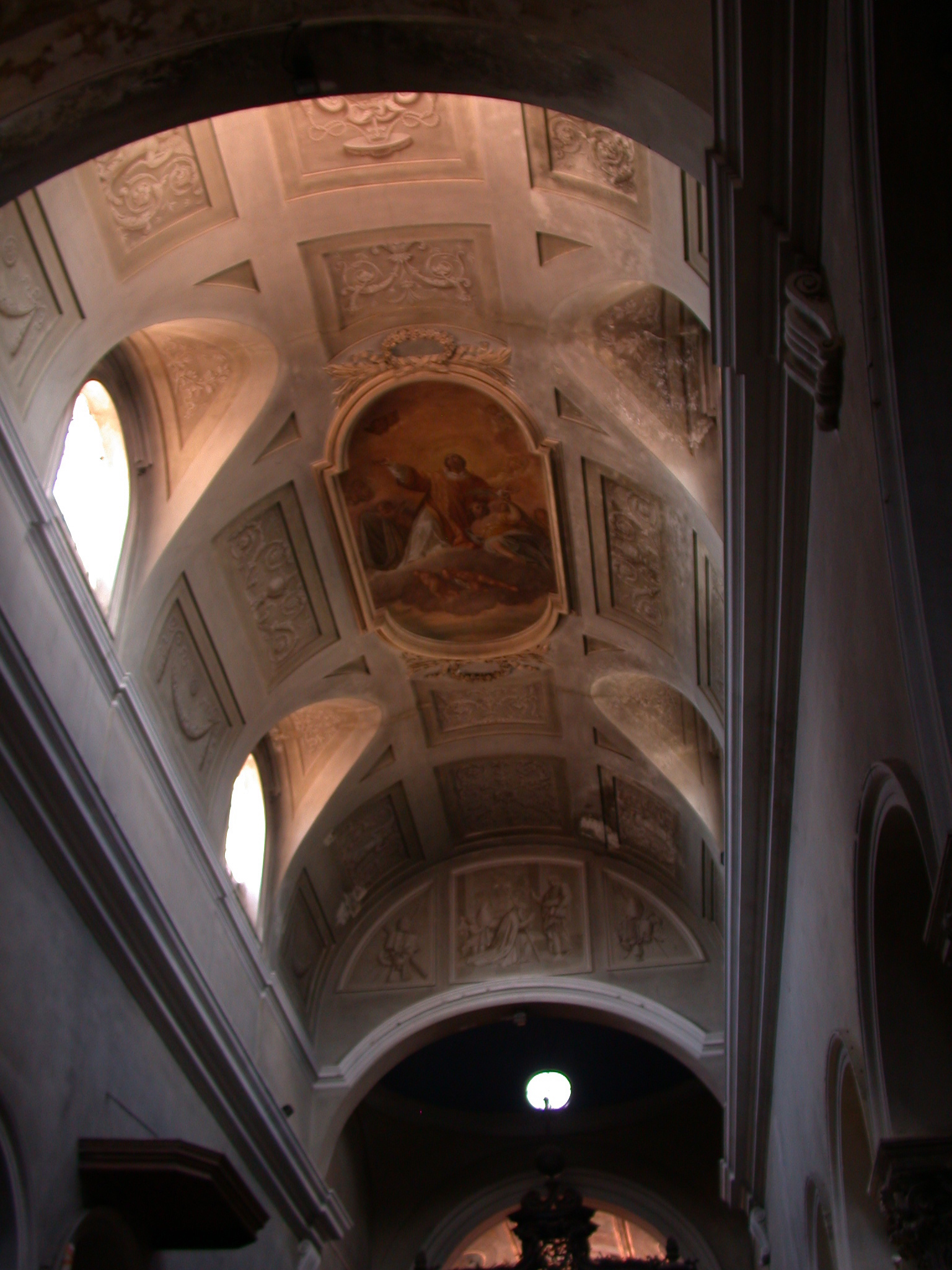
L'interno della cattedrale, con la nuova volta settecentesca

Sul lato occidentale sorgeva un grande tempio marmoreo di età imperiale, in seguito inglobato nella cattedrale, che conserva parte dell'alto podio, in cui si aprivano locali per il deposito degli oggetti sacri, oggi trasformati in botteghe. A fianco di questo, verso nord, un secondo tempio più piccolo, identificato nel Capitolium della colonia romana. Il tempio in origine con quattro colonne in facciata di stile tuscanico, era infatti dotato di tre celle affiancate, costruite in opera reticolata in cui si alternano tufelli di tufo giallo e di calcare scuro.

#### Città bassa
La parte bassa della città ebbe due momenti di espansione: il primo sotto i Romani, lungo la via ad Portum, tra il porto e la fertile valle agricola a nordovest (soprattutto tra I secolo a.C. e I secolo d.C.), ed il secondo soprattutto nel XIX e XX secolo.
Alla fase romana appartengono una seconda piazza forense (cosiddetto "Foro Severiano"), un anfiteatro e delle terme ("Terme alla marina"), a cui si aggiungono ville e residenze (la villa detta delle "Terme Nettunie", resti di ville presso i "Granai Antonelli").
Lo sviluppo crebbe con il cambiamento di percorso della via Appia, reso possibile dal taglio del Pisco Montano, e con la ricostruzione del porto (tradizionalmente attribuiti all'epoca traianea, ma secondo un'ipotesi di Filippo Coarelli da retrodatare al I secolo a.C.). Sono tuttora visibili i resti dei due moli antichi e dei magazzini portuali. La collina di sabbia del Montuno, oggi parco pubblico, si formò probabilmente in seguito ai lavori di scavo per la realizzazione del porto.

#### Borgo Pio
A partire dal 1785 papa Pio VI diede nuovo impulso alla città, avviando la bonifica delle paludi pontine, organizzata intorno al nuovo insediamento di Borgo Pio, sul nuovo canale, scavato nell'antico porto insabbiato. Sorsero diversi edifici pubblici: il palazzo del "Pozzo del Grano" o dei "Granari", oggi palazzo Cardinali, costruito come magazzino e dotato di un piccolo porto circolare (lo "Squero"), poi interrato; "Granai dell'Abbondanza" e "Palazzino Camerale", sorti sul molo settentrionale romano, distrutti dai bombardamenti della seconda guerra mondiale. Vi si ebbero anche costruzioni di edilizia popolare (ad esempio le "Case Pellegrini" per i pescatori, oggi scomparse) e la piccola chiesa di Santa Maria di Porto Salvo, edificata nel 1783 e ridotta in rovina dai bombardamenti, era stata voluta dal papa come parrocchia del nuovo borgo marinaro.

#### Piazza Garibaldi e Chiesa del Santissimo Salvatore

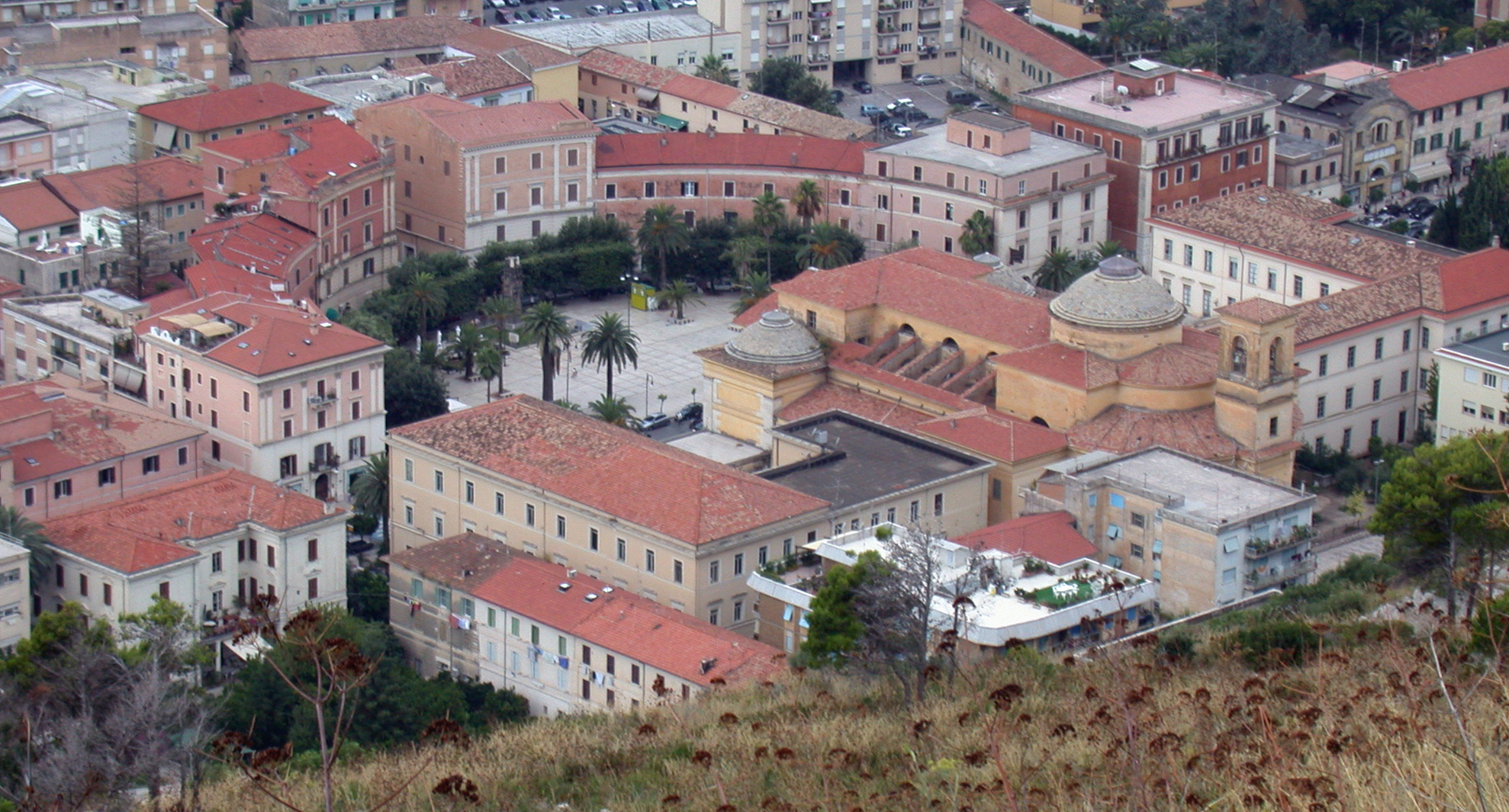
Piazza Garibaldi e la chiesa del Santissimo Salvatore nella città bassa viste dal santuario di Giove Anxur

Il futuro sviluppo della città venne impostato secondo un progetto urbanistico coerente, impostato sull'asse del canale e della "strada Pia" (via Roma). Lungo questa via principale Giuseppe Valadier progettò nel 1794 la neoclassica semicircolare piazza Garibaldi, che venne realizzata progressivamente nel secolo seguente dagli architetti Pietro Bracci e Antonio Sarti e dall'ingegnere Luigi Mollari.

#### Il porto-canale
L'attuale porto-canale, già previsto dal 1777, fu realizzato sotto papa Gregorio XVI e completato dopo il 1843, con lo scavo del canale nell'insabbiamento dell'antico porto romano e la costruzione di un nuovo molo verso est.

### Aree naturali
- Parco nazionale del Circeo
- Monumento naturale Campo Soriano
- Monumento Naturale del Lago di Fondi

## Società

### Evoluzione demografica
Abitanti censiti

### Etnie e minoranze straniere
Al 31 dicembre 2023 la popolazione straniera è di 4.640 persone, pari al 10,42% dei residenti.

### Lingue e dialetti
Terracina è quasi sempre appartenuta allo Stato Pontificio (e dal 1870 è compresa nel Lazio), ma è situata a breve distanza dal confine con l'antico Regno di Napoli. Inoltre, la sua posizione geografica, in zona costiera, ha favorito nel corso dei secoli l'attività peschereccia con contatti prevalentemente con i comuni costieri del napoletano, a cui va aggiunta una vera e propria immigrazione organizzata di pescatori da quelle aree nell''800. Il substrato mediano ha potuto parzialmente rafforzarsi, tuttavia, grazie all'immigrazione di genti provenienti dai piccoli comuni dell'entroterra (anche dell'attuale provincia di Frosinone), il che consente di far osservare una notevole mescolanza lessicale, caratteristica di questa parlata. Non è infrequente, comunque, nelle nuove generazioni, l'utilizzo di vocaboli ed espressioni del dialetto romanesco, data la non lontananza con i centri di Latina e Sabaudia.
Il dialetto di Terracina viene solitamente considerato "mediano", ma lo è sicuramente molto di meno di altri paesi "pontifici" collinari, soprattutto quelli dei vicini Monti Lepini. È dunque da considerare una parlata a sé stante, di transizione tra il gruppo mediano e meridionale, insieme a quella della vicina San Felice Circeo.
Esplorando il lessico troviamo sicuramente termini tipicamente "mediani", affini alle parlate dell'area più settentrionali ed interne della provincia di Latina e di Frosinone o all'abruzzese, come mammòcce (ragazzo), l'articolo jù (il), il verbo servile dènga (devo), zàmpa (gamba), capòcce (testa), déndo (dentro) ecc. Anche l'utilizzo del verbo ausiliare "essere", per la costruzione verbale è in accordo con le parlate del restante Lazio "pontificio", di una parte di quello "borbonico" e dell'Abruzzo aquilano (es. so vìste = ho visto, mé sì chiamàte = mi hai chiamato ecc.).
Tuttavia, vi sono alcune "spie" linguistiche che riconducono ai dialetti meridionali, soprattutto nella fonetica con le vocali atone finali, che sono esattamente le stesse del napoletano e di alcuni comuni del Lazio appartenuti al Regno delle due Sicilie. Vi è quindi il conguaglio in e, che abbiamo già visto in alcuni esempi di cui sopra, che viene definito "schwa velarizzato". Per le vocali all'interno della parola, alcune volte si assiste al "dileguo" di esse, soprattutto nel discorso veloce (es. v'r'tà per dire "verità", che nel discorso veloce capita anche nei vicini paesi di Fondi e Monte San Biagio).
Possiamo trovare alcuni vocaboli napoletani, anche se in forma molto minoritaria come l'avverbio di luogo accà. Per dire "là" è utilizzato allà o anche allàne, mentre "in codesto posto" è detto a ssà, come nei vicini dialetti di Fondi e Monte San Biagio.
La metafonesi riporta sia ai dialetti mediani che ai dialetti meridionali: infatti è di tipo "sabino" in alcuni casi (es. trone per dire "tuono"), mentre è napoletana in altri (es. liètte = letto). In altri casi è comunque napoletana, ma con condizioni diverse da quelle normali (es. buéne = buono).

### Tradizioni e folclore
- San Cesario, diacono e martire, patrono di Terracina. La festa è il 5 novembre ma viene sempre rimandata al sabato, domenica e lunedì successivi affinché il Triduo non coincida con la Solennità dei Defunti. La processione si svolge il sabato sera in Cattedrale per le vie della città con la Statua e il Braccio del Santo dopo la Santa Messa concelebrata dal Vescovo Diocesano e tutti i sacerdoti della città. In quei giorni a Terracina c'è il tradizionale grande mercato di merci varie.
- San Silviano, 1º maggio, protettore dei raccolti, dell'uva e compatrono di Terracina. La processione parte alle sette del mattino dalla Cattedrale di San Cesareo e giunge fino alla piccola chiesetta di San Silviano alle pendici del Monte Leano, cui seguono i festeggiamenti popolari.

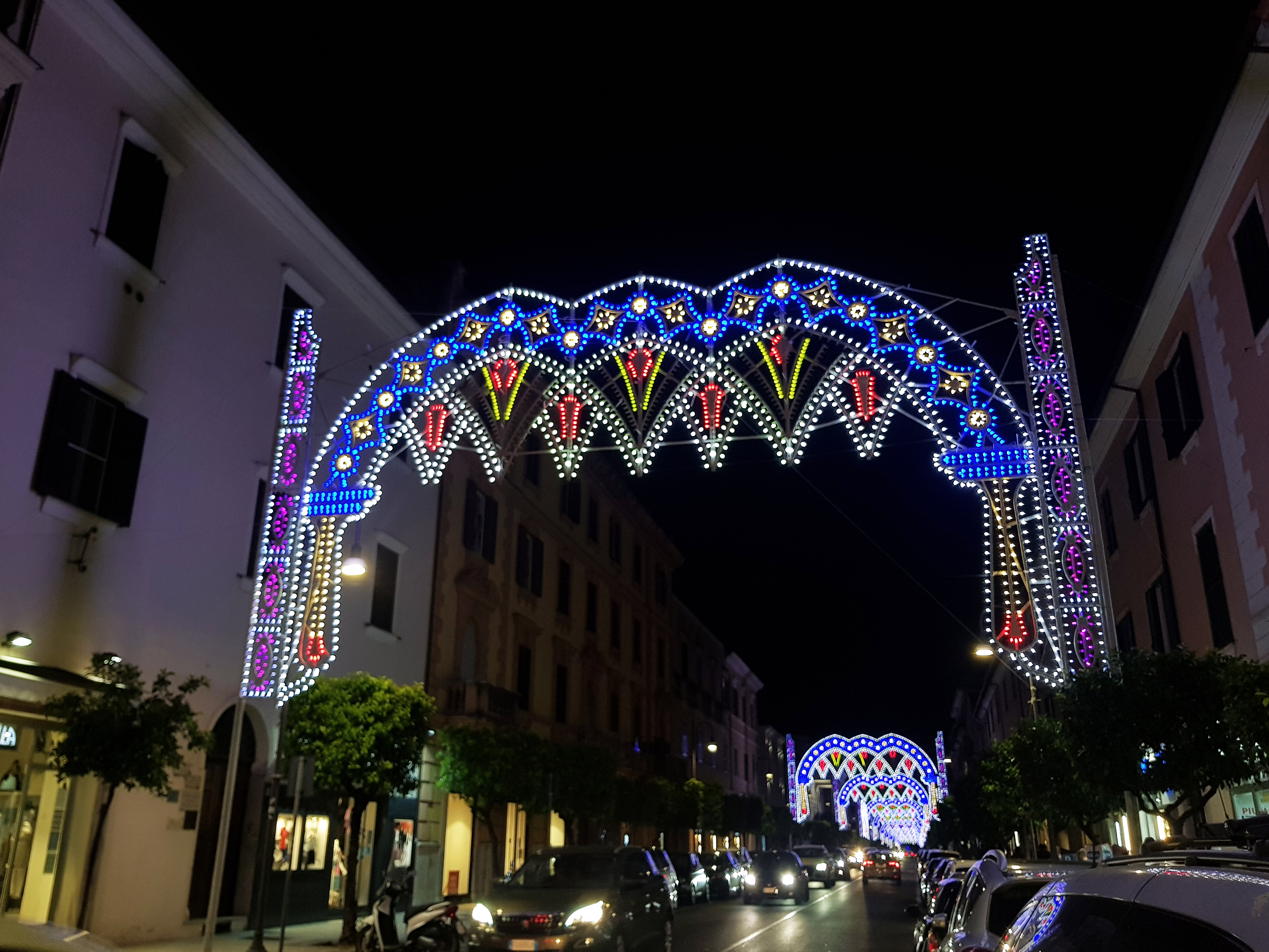
Luminarie appese per la festa della Madonna del Carmine a Terracina

- Madonna del Carmine, domenica successiva al 16 luglio. La Madonna è detta " dei marinai" perché protegge i pescatori terracinesi. È una caratteristica festa del mare, con processione di barche e festa popolare[73].

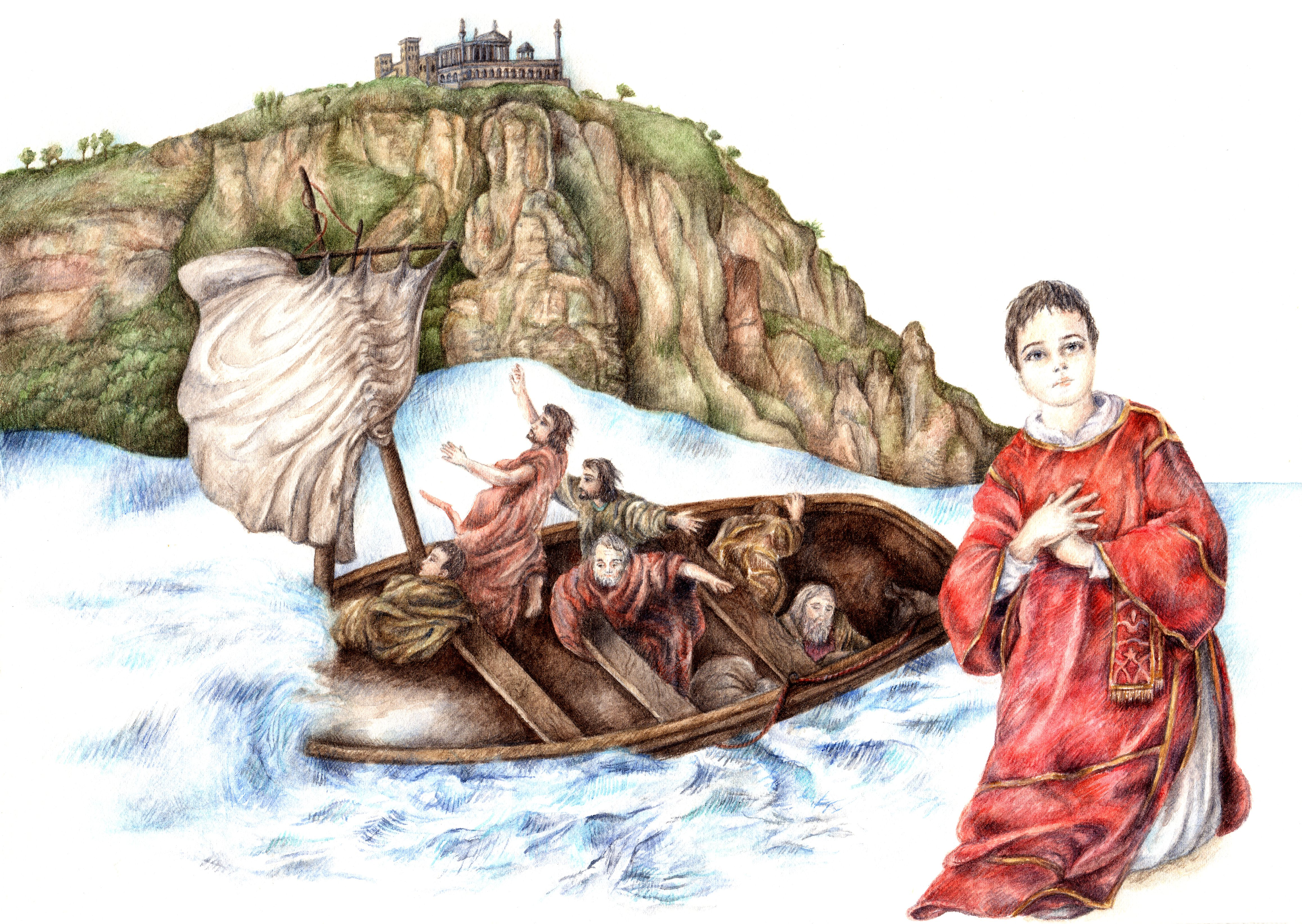
San Cesario diacono e i suoi compagni naufragano a Terracina (Monte Sant'Angelo e Pisco Montano)

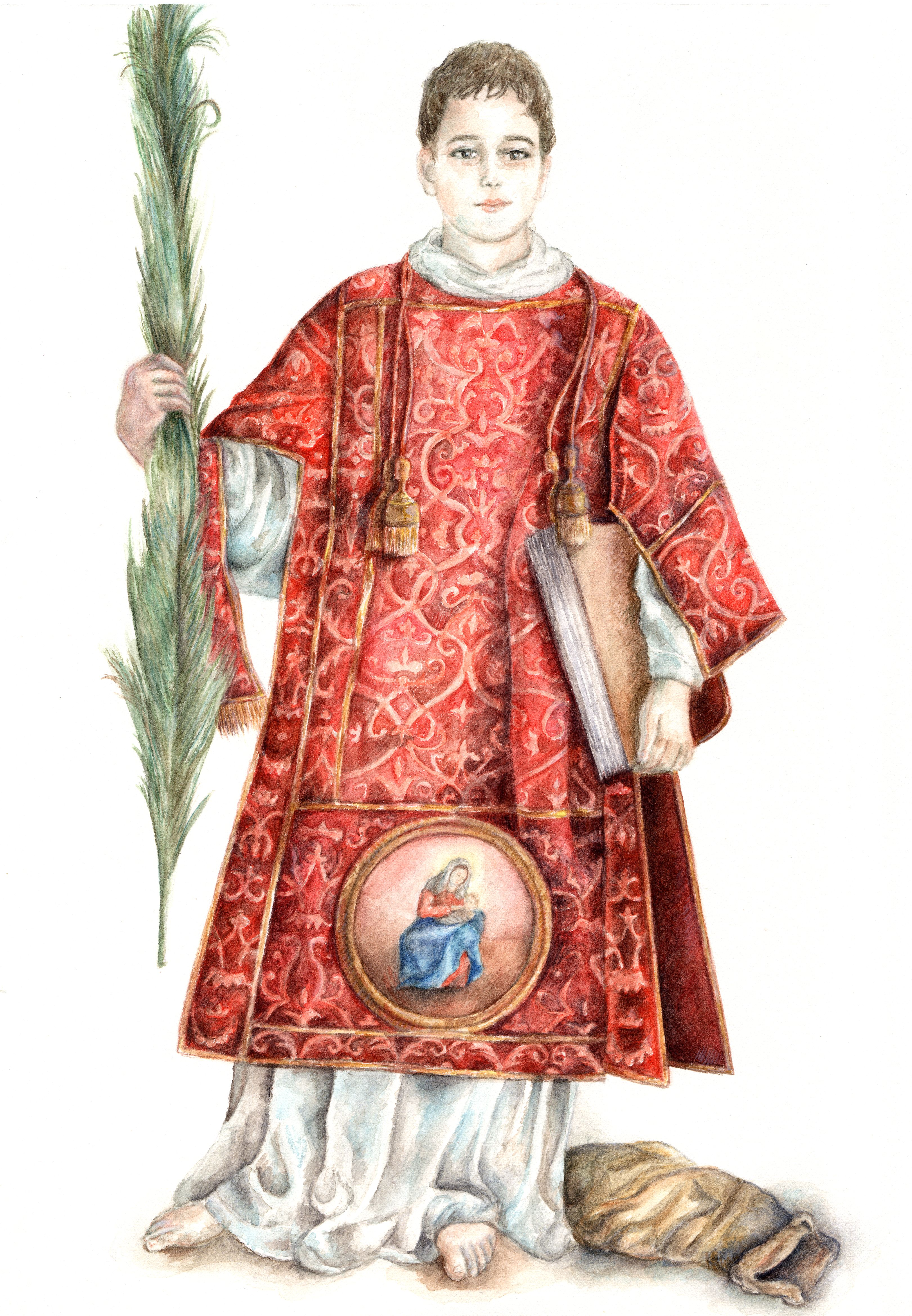
San Cesareo diacono e martire, Titolare e Patrono della Basilica Concattedrale e della Città di Terracina.

- Madonna dell'Assunta, festa nella cattedrale di San Cesareo la settimana antecedente ferragosto. L'antica icona dell'Assunzione di Maria Vergine viene esposta solo nei giorni del Triduo in Cattedrale e il 14 agosto viene portata solennemente in processione.
- Madonna della Delibera, 8 settembre nell'omonimo Santuario. A partire dall'8 settembre 1948, data in cui per conto del Capitolo Vaticano fu incoronata l'immagine della Delibera con delle corone d'oro, ogni dieci anni si ripete la cerimonia dell'Incoronazione della Vergine e la processione(la prossima Incoronazione - la nona - e la processione saranno l'8 settembre 2028).Invece nel Santuario ogni anno si svolge la Festa, una Novena dal 30 agosto al 7 settembre e l'8 settembre, giorno della Natività di Maria, si celebra una Santa Messa Solenne con il Vescovo Diocesano. Da qualche anno vige la consuetudine di festeggiare San Pio da Pietrelcina il giorno dopo, 9 settembre.
- San Giuseppe, 19 marzo (Caratteristici "focheracci" la sera della vigilia).

Fra le festività minori, perché di tradizione più recente e a carattere parrocchiale, troviamo quella in onore dei SS. Medici Damiano e Cosma, nell'omonima Parrocchia (località le Arene) l'ultimo fine settimana di settembre; quella di San Domenico Savio nell'omonima parrocchia la settimana di maggio; la festa di Sant'Antonio da Padova presso Borgo Hermada, la 1ª domenica di luglio.

### Istituzioni, enti e associazioni
Strutture ospedaliere:
- Ospedale "Alfredo Fiorini", Presidio Ospedaliero Centro - ASL di Latina
- Villa Azzurra, RSA-Hospice-Poliambulatorio

## Cultura

### Istruzione

#### Università
A partire dall'anno accademico 2004-2005 l'Università degli Studi di Roma "La Sapienza" ha istituito presso l'ospedale "Alfredo Fiorini" di Terracina un corso di laurea in "Infermieristica".

#### Biblioteche
La biblioteca comunale è dedicata a Adriano Olivetti.

#### Musei

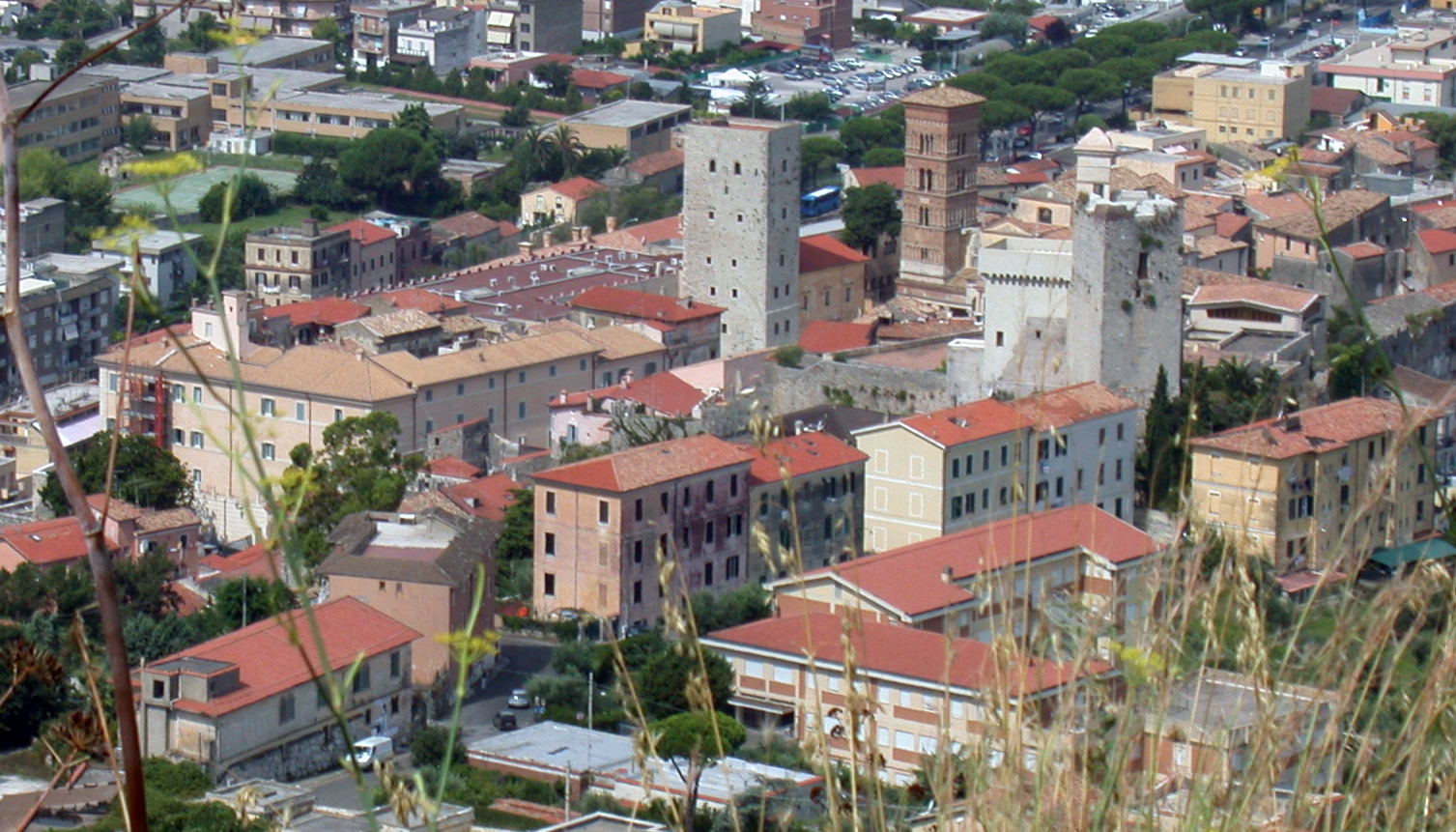
Torre Frumentaria sede del museo civico, il duomo di San Cesareo e la torre del castello

- Museo civico, fondato nel 1894 da Pio Capponi, da cui prende il nome, allorché bisognava sistemare numerosi reperti archeologici raccolti nel territorio comunale e, soprattutto, i rinvenimenti dello scavo condotto nel sito archeologico del tempio di Giove Anxur. Ricche famiglie locali contribuirono con donazioni ad arricchire le collezioni del museo, raccolte nel primo inventario del 1907 redatto dallo stesso Pio Capponi, allora direttore dell'istituto. È localizzato nel primo piano della Torre Frumentaria, una torre del XIII secolo costruita sul Foro Emiliano, vicino all'attuale sede del municipio nel centro storico. Dagli anni trenta al 1999 fu collocato presso l'attuale istituto professionale di stato. La collezione esposta nel museo è una raccolta di reperti archeologici che vanno dalle prime testimonianze di presenza umana a Terracina dal paleolitico superiore (resti di fauna fossile ed industria litica emersi in località Riparo Salvini) all'epoca romana. È proprio lo sviluppo storico della presenza romana che costituisce il nucleo più consistente della raccolta, tipologicamente eterogeneo. Varie epigrafi che documentano una sviluppata società civile si sommano una serie di ritratti di età tardo-repubblicana ed imperiale, nonché molte sculture a figura intera.

- Museo della Città, inaugurato nel 2016, è ospitato all’interno del Palazzo della Bonificazione Pontina, è diviso in due sezioni, archeologico e della bonifica.[74]

### Teatri
- Teatro Romano[75]
- Teatro Flaiano[76]

## Economia
Terracina è un centro turistico-storico, meta di visitatori provenienti soprattutto da Roma e Napoli. È prima nella provincia di Latina per numero di alloggi utilizzabili per vacanza.
Le attività principali, oltre il turismo, sono la pesca, l'agricoltura (ortaggi e floricoltura), l'allevamento delle bufale per la produzione della mozzarella, e dei servizi.
Il susseguirsi di fertili valli e altopiani carsici fra i Monti Ausoni e il mare permettono la coltivazione di prodotti di nicchia come la fragola Favetta di Terracina o l'ottimo Moscato di Terracina; a queste si è aggiunta l'agricoltura specializzata nei territori acquisiti dopo la bonifica delle paludi pontine.
Di seguito la tabella storica elaborata dall'Istat a tema Unità locali, intesa come numero di imprese attive, ed addetti, intesi come numero addetti delle unità locali delle imprese attive (valori medi annui).
|           | 2015                  |                              |                            |                |                       |                     | 2014                  |                | 2013                  |                |
| --------- | --------------------- | ---------------------------- | -------------------------- | -------------- | --------------------- | ------------------- | --------------------- | -------------- | --------------------- | -------------- |
|           | Numero imprese attive | % Provinciale Imprese attive | % Regionale Imprese attive | Numero addetti | % Provinciale Addetti | % Regionale Addetti | Numero imprese attive | Numero addetti | Numero imprese attive | Numero addetti |
| Terracina | 2 909                 | 7,4%                         | 0,64%                      | 7 961          | 6,51%                 | 0,52%               | 2 889                 | 7 773          | 2 966                 | 7 840          |
| Latina    | 39 304                |                              | 8,43%                      | 122 198        |                       | 7,75%               | 39 446                | 120 897        | 39 915                | 123 310        |
| Lazio     | 455 591               |                              |                            | 1 539 359      |                       |                     | 457 686               | 1 510 459      | 464 094               | 1 525 471      |

Nel 2015 le 2 909 imprese operanti nel territorio comunale, che rappresentavano il 7,4% del totale provinciale (39 304 imprese attive), hanno occupato 7 961 addetti, il 6,51% del dato provinciale (122 198 addetti); in media, ogni impresa nel 2015 ha occupato poco meno di 3 persone (2,74).

## Infrastrutture e trasporti

### Strade
I collegamenti stradali che interessano il comune sono:
- Strada statale 148 Pontina che collega Terracina con Latina e Roma.
- Strada statale 7 Via Appia che la collega principalmente con Roma. Il tratto rettilineo da Cisterna di Latina è chiamato "fettuccia di Terracina".
- Strada statale 213 Via Flacca che fiancheggia la costa, e collega la città a Sperlonga e Gaeta.
- Strada statale 699 dell'Abbazia di Fossanova, più comunemente denominata Superstrada Frosinone-mare, arteria molto importante per i collegamenti con l'entroterra, che raccordandosi con la S.S. 156 (ora Strada Regionale) dei Monti Lepini, collega la località con Frosinone e provincia, nonché con l'entrata dell'autostrada A1 per Roma e Napoli, sempre a Frosinone. La sua diramazione dalla SS 7 Appia avviene fuori dal centro abitato dopo aver superato di qualche chilometro Monte Leano in direzione di Roma.

### Ferrovie
La piccola stazione locale di Terracina non si trova sulla tratta principale Roma-Napoli, ma è il terminale di una linea secondaria che parte dalla stazione di Priverno-Fossanova (posta sulla tratta principale Roma-Formia-Napoli) e giunge a Terracina dopo circa 20 km. Alla fine degli anni settanta la linea fu elettrificata e il traffico passeggeri era abbastanza sostenuto, ma a seguito della diminuzione dell'offerta ferroviaria il traffico passeggeri si ridusse fortemente. Negli anni novanta, grazie alla crescente domanda, il traffico si intensificò di nuovo per arrestarsi nel 2012 a causa di una frana che ne decretò la sospensione al traffico.
A tale data, erano presenti 5 coppie giornaliere tra Roma Termini e Terracina che impiegavano circa 1 ora e 20 minuti.
Ad oggi, la stazione ferroviaria più vicina è quella di Monte San Biagio (da luglio 2017 denominata Monte San Biagio-Terracina Mare), situata sulla linea FL7 e raggiungibile dal centro città tramite bus COTRAL, a circa 15 km di distanza.  
È ancora possibile accedere alla stazione di Priverno-Fossanova utilizzando il servizio di autobus sostitutivo Trenitalia, con alcune corse che prevedono fermate intermedie a Frasso, Ruderi di Sibilla e Capocroce. La stazione di La Fiora è stata definitivamente soppressa nel 2024 e non compare più negli orari Trenitalia.

### Mobilità urbana
- I trasporti urbani e interurbani di Terracina vengono svolti con autoservizi di linea gestiti da COTRAL.
- I trasporti urbani e i collegamenti con la Stazione di Monte San Biagio-Terracina Mare vengono svolti da COTRI.

## Amministrazione

Gonfalone comunale

Nel 1934 passa dalla provincia di Roma alla nuova provincia di Littoria, costituita dal governo fascista dell'epoca.
| Periodo           | Periodo           | Primo cittadino            | Partito                                                    | Carica           | Note   |
| ----------------- | ----------------- | -------------------------- | ---------------------------------------------------------- | ---------------- | ------ |
| 30 settembre 1988 | 7 novembre 1989   | Giovanni Zappone           | Democrazia Cristiana                                       | Sindaco          |        |
| 7 novembre 1989   | 28 aprile 1992    | Antonio Mazzucco           | Democrazia Cristiana                                       | Sindaco          |        |
| 27 giugno 1992    | 25 settembre 1992 | Fabrizio Abbate            | Democrazia Cristiana                                       | Sindaco          |        |
| 25 settembre 1992 | 21 giugno 1993    | Antonio Reppucci           |                                                            | Comm. pref.      |        |
| 21 giugno 1993    | 27 aprile 1997    | Vincenzo Recchia           | Partito Democratico della Sinistra                         | Sindaco          |        |
| 27 aprile 1997    | 13 maggio 2001    | Vincenzo Recchia           | Partito Democratico della Sinistra Democratici di Sinistra | Sindaco          |        |
| 13 maggio 2001    | 28 maggio 2006    | Stefano Nardi              | Alleanza Nazionale                                         | Sindaco          |        |
| 28 maggio 2006    | 15 maggio 2011    | Stefano Nardi              | Alleanza Nazionale Il Popolo della Libertà                 | Sindaco          |        |
| 15 maggio 2011    | 6 maggio 2015     | Nicola Procaccini          | Il Popolo della Libertà Fratelli d'Italia                  | Sindaco          |        |
| 6 maggio 2015     | 5 giugno 2016     | Erminia Ocello             |                                                            | Comm. pref.      |        |
| 5 giugno 2016     | 19 luglio 2019    | Nicola Procaccini          | Fratelli d'Italia                                          | Sindaco          |        |
| 19 luglio 2019    | 6 ottobre 2020    | Roberta Tintari            | Lista civica                                               | Vicesindaco f.f. |        |
| 6 ottobre 2020    | 23 luglio 2022    | Roberta Tintari            | Fratelli d'Italia-lista civica                             | Sindaco          | [ 83 ] |
| 23 luglio 2022    | 15 maggio 2023    | Francesco Antonio Cappetta |                                                            | Comm. pref.      |        |
| 15 maggio 2023    | in carica         | Francesco Giannetti        | Fratelli d'Italia                                          | Sindaco          |        |

### Gemellaggi
- Bad Homburg
- Cabourg
- Coira
- Exeter
- Jūrmala
- Mayrhofen
- Mondorf-les-Bains
- Pécs
- Sergiev Posad

Nel maggio del 2007 Terracina ha stretto un patto di amicizia con la città di Bressanone.

### Altre informazioni amministrative
- Fa parte della Comunità montana degli Aurunci e Ausoni

## Sport

### Beach Soccer
- A.S.D. Terranova Terracina Beach Soccer che, nel campionato 2019-20, milita nel campionato maschile di serie A.[84]

### Calcio
- U.S. Terracina Calcio A.S.D. (colori sociali bianco celeste) che, nel campionato 2022-23, milita nel campionato maschile di Eccellenza Laziale[85].

### Calcio a 5
- Real Terracina C5 P.E.P. che, nel campionato 2021-22, milita nel campionato maschile di serie B - Girone E.[86]
- A.S.D. Sporting Terracina C5 che, nel campionato 2021-22, milita nel campionato maschile di serie D Latina - Girone A.[87]
- Real Terracina C5 P.E.P. che, nel campionato 2019-20, milita nel campionato femminile di serie C.[88]

### Pallacanestro
- ASD Basket Terracina (colori sociali bianco e azzurro) che nel 2019-2020 milita nel campionato maschile di Promozione.[89]

### Pallavolo
- Volley Terracina, squadra di pallavolo femminile militante nel campionato di Serie B1 dalla stagione 2014/2015.
- Lazio TV Futura Terracina che nel 2019-2020 milita nel campionato femminile di Serie C.[90]

### Rugby
- Terracina Rugby Club, squadra di rugby maschile militante nel campionato di Serie C, riconosciuta dalla F.I.R.